# Galatischer Vulkankomplex (Köroğlu-Işık Dağları)
Der Galatische Vulkankomplex (Köroğlu-Işık Dağları) ist eine langgestreckte, partiell vulkanische Gebirgsregion südlich der Nordanatolischen Verwerfung im Inneren des westlichen Schwarzmeergebietes in der Türkei zwischen dem Sakarya-Tal um Bilecik im Westen und der Kızılırmak-Kurve um Osmancık im Osten. Sie bildet den Übergang zwischen Zentralanatolien und der westlichen Schwarzmeerregion.

## Generelles zur Lage

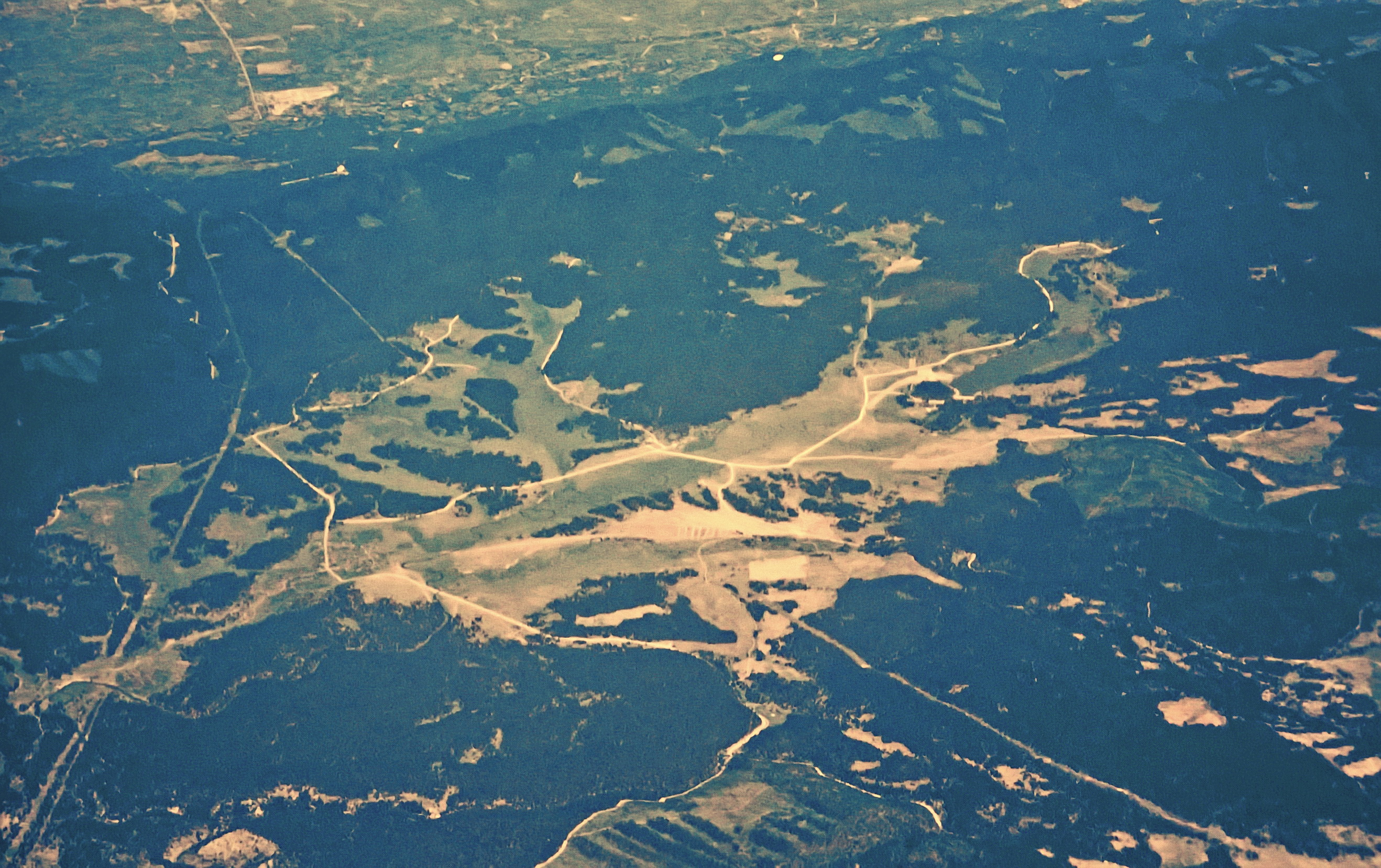
Die Flugaufnahme zeigt mit Blick nach Norden die Sommersiedlungsgebiete von Kızık-Yayla auf dem Aladağ-Massiv südlich Bolu (Bolu Ovası am oberen linken Bildrand)

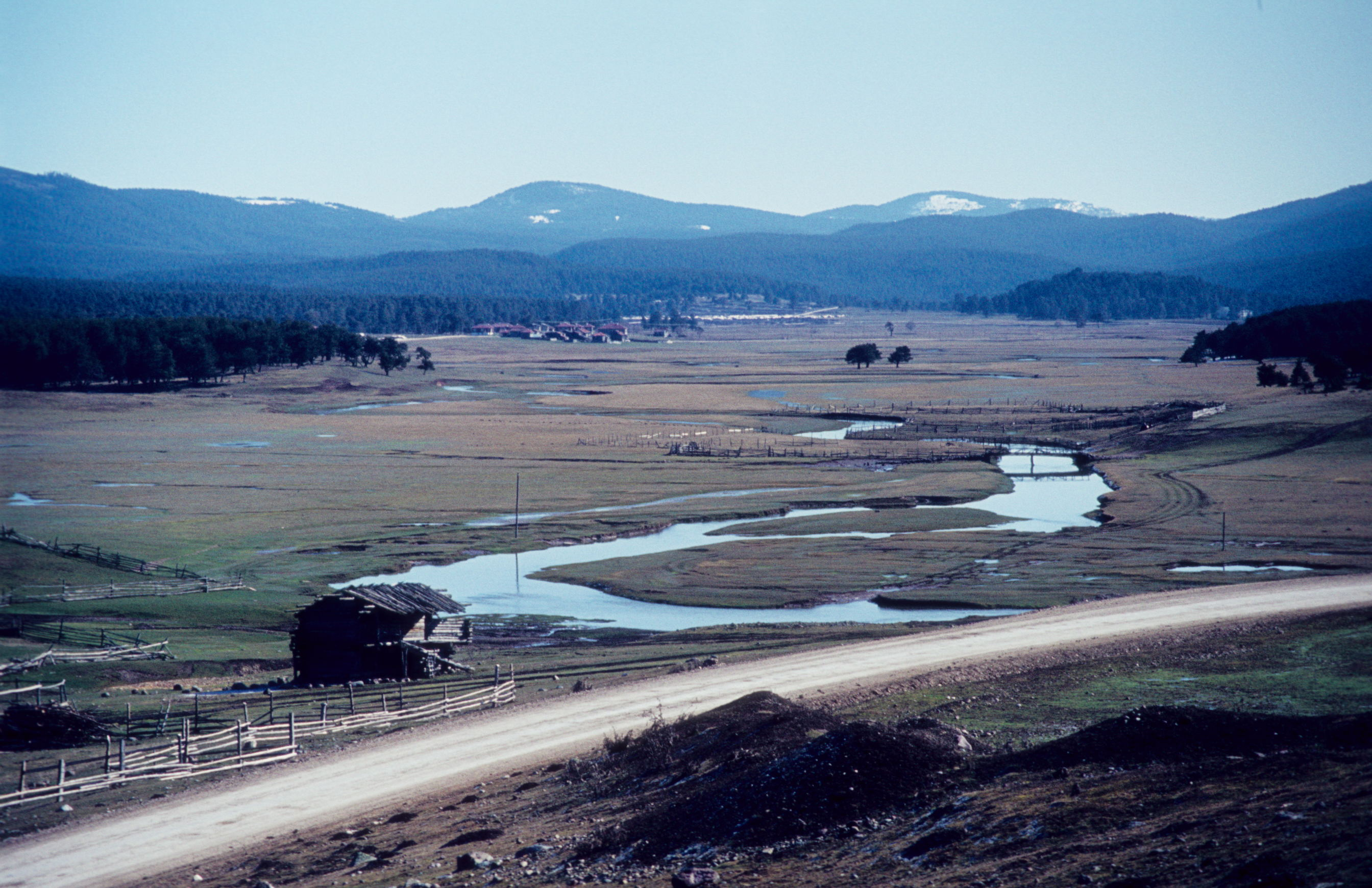
Auf den weitgespannten Hochflächen des Aladağ-Massivs in den Körgoğlu Dağları südlich Bolu liegen ausgedehnte seit Jahrhunderten genutzte Sommerweidegebiete (Yayla) der tiefer gelegenen Dörfer, wie Değirmenözü-Yayla oder Kızık-Yayla. Im Hintergrund der Anstieg zum Skigebiet Kartalkaya

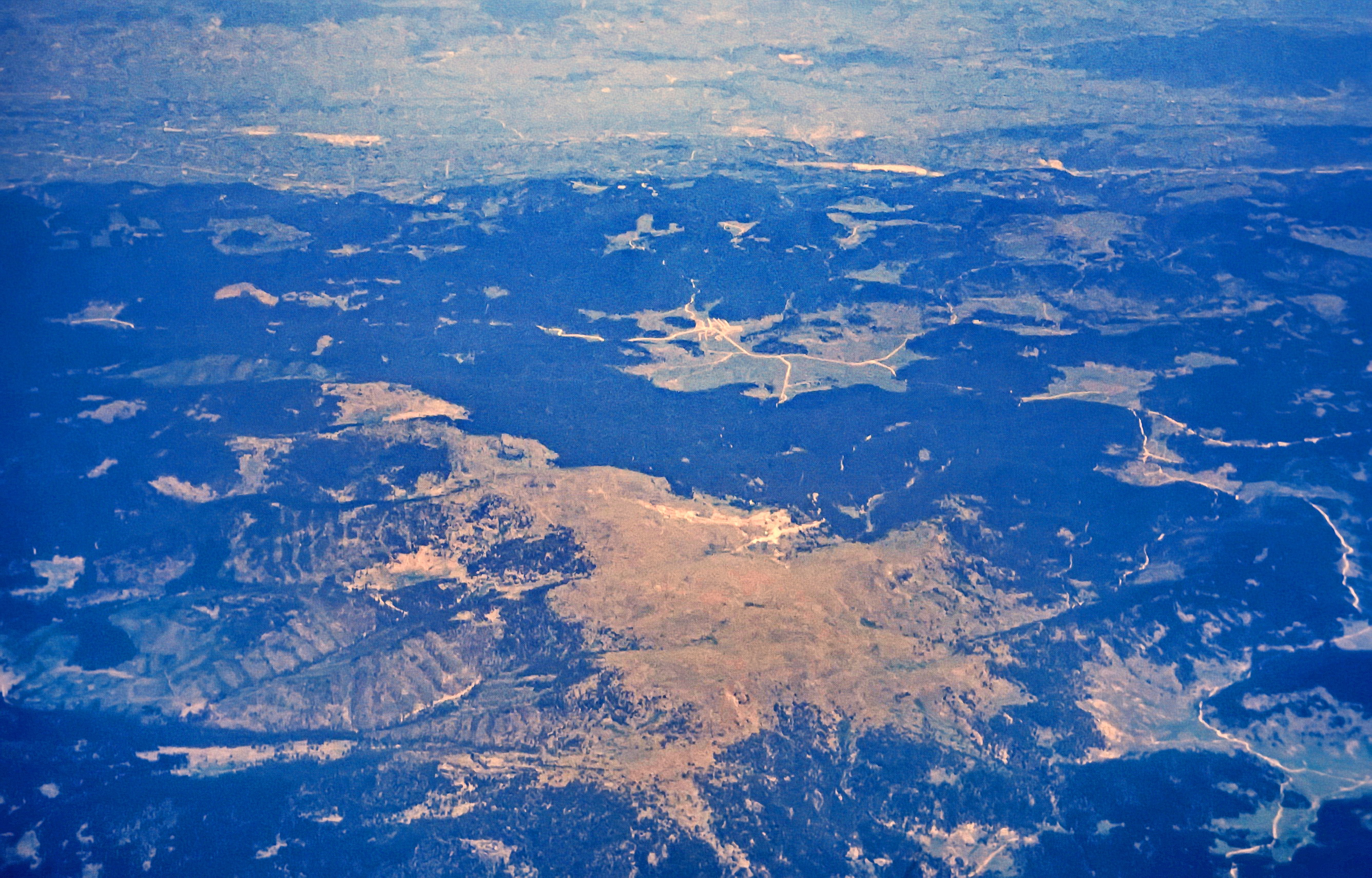
Die Flugaufnahme zeigt (mit Blick von Süden) das von Nadelwäldern eingefasste Wintersportgebiet von Kartalkaya in den Köroğlu Dağları auf dem Aladağ-Massiv südlich Bolu. Am oberen Bildrand das Becken von Bolu. Im unteren linken Bildbereich erkennt man regelmäßig geformte Aufforstungsgebiete.

Zwischen dem tief eingeschnittenen Durchbruchstal des Sakarya Nehri bei Osmaneli im Westen und der breiten Talaue des Kızılırmak im Becken von Osmancık (Osmancık Ovası) im Osten bildet der Galatische Vulkankomplex der Köroğlu-Işık Dağları (oft auch nur Köroğlu Dağları genannt) südlich der Nordanatolischen Verwerfung als äußerster südwestlicher Ausläufer des Nordwestanatolischen Randgebirges einen über 400 km langen und bis zu 60 km breiten Gebirgskörper innerhalb des westlichen Pontischen Gebirges in der Türkei. Sein vulkanisches Zentrum aus andesitischen Lavagesteinen und Tuffen eozänen bis pliozänen Alters, in der Literatur unter wechselnden Namen als Galata-Massiv (türkisch: Galatya Masifi), Galatische Masse (türkisch: Galatya kütlesi), Galata Komplex, galatisches Andesitgebiet, oder galatischer Vulkanit-Komplex (englisch: Galatian Volkanic Complex) bezeichnet, nimmt eine über 8000 km² große Fläche zwischen Ankara, Beypazarı, Bolu und Çerkeş ein.

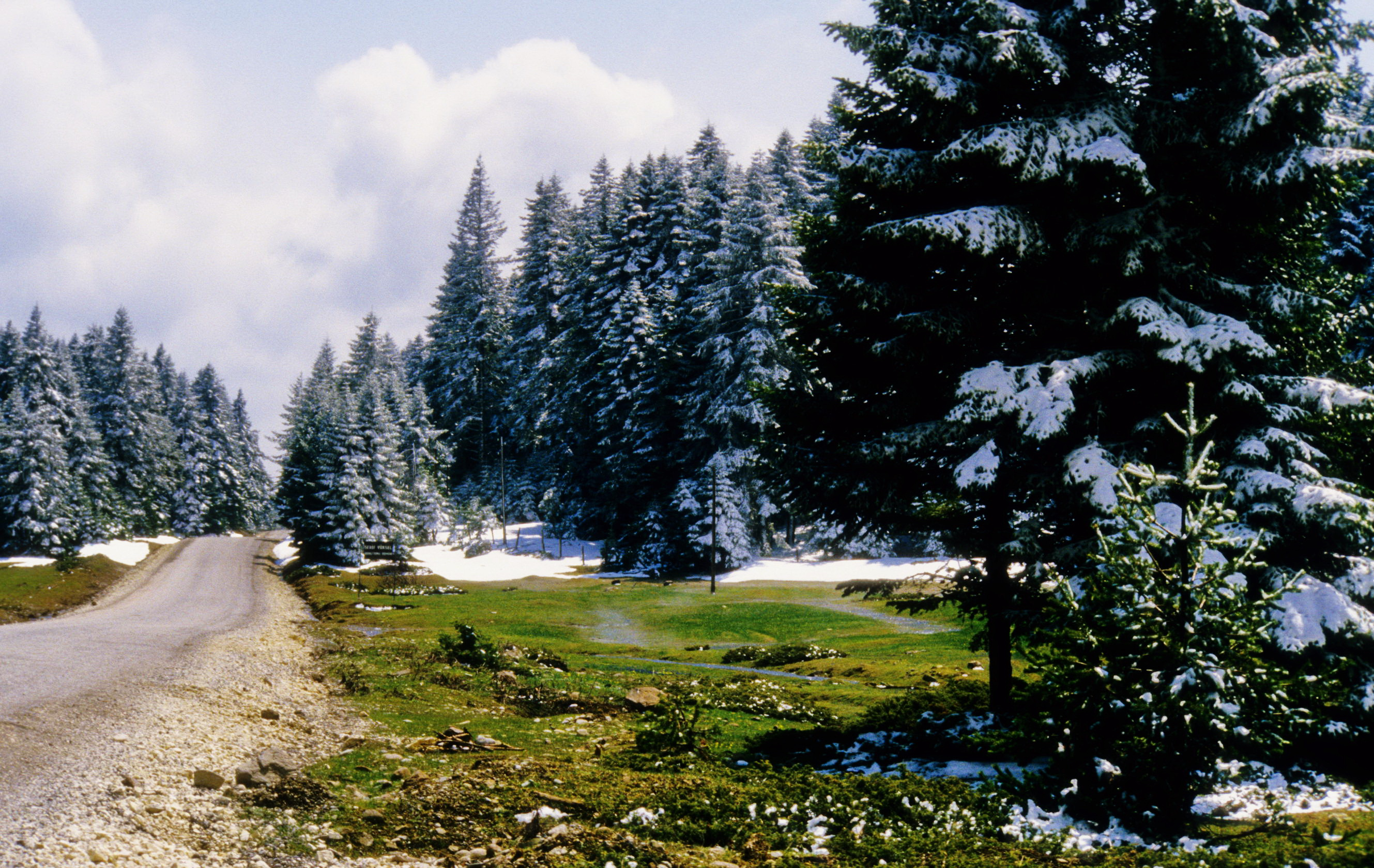
Die Köroğlu Dağları gelten als die letzte deutliche Barriere für feuchte Luftmassen von Nordwesten aus dem Schwarzmeergebiet Richtung Inneranatolien. Entsprechend wald- und niederschlagsreich zeigen sich die markant von 700 m auf über 1500 m ansteigenden nördlichen Partien des Aladağ-Massiv unmittelbar südlich von Bolu.

Seine höchste Erhebung ist der Köroğlu Tepesi (2400 m) auf dem Aladağ-Massiv (türkisch: Aladağ Kütlesi) südlich von Bolu (nicht zu verwechseln mit dem Aladağ in der türkischen Provinz Ağrı oder den Aladağlar im Antitaurus). An seinem Nordnordwestfuß liegt das bekannte von Nadelwäldern umgebene Wintersportzentrum Kartalkaya Kayak Merkezi. Die Köroğlu Dağları gelten als die letzte deutliche südliche Barriere für feuchte Luftmassen von Nordwesten aus dem Schwarzmeer-Gebiet Richtung Inneranatolien. Entsprechend wald- und niederschlagsreich zeigen sich ihre markant von 700 m auf über 1500 m ansteigenden nördlichen Partien im Aladağ-Massiv unmittelbar südlich von Bolu. Dagegen macht sich zum Südrand der Köroğlu-Işık Dağları hin die zunehmende Trockenheit auf der Leeseite des Gebirges deutlich am lichteren Baumbestand bemerkbar. Bis noch vor wenigen Jahren galten die einsamen Hochflächen der zentralen Köroğlu-Işık Dağları zwischen Bolu im Norden und Beypazarı im Süden als landschaftlich eindrucksvoller Geheimtipp, ehe man Anfang des 21. Jahrhunderts auf türkischer Regierungsseite begann, das dortige landschaftliche, geothermische und hydrologische Potential touristisch in Wert zu setzen.

## Köroğlu Dağları – Namensherkunft

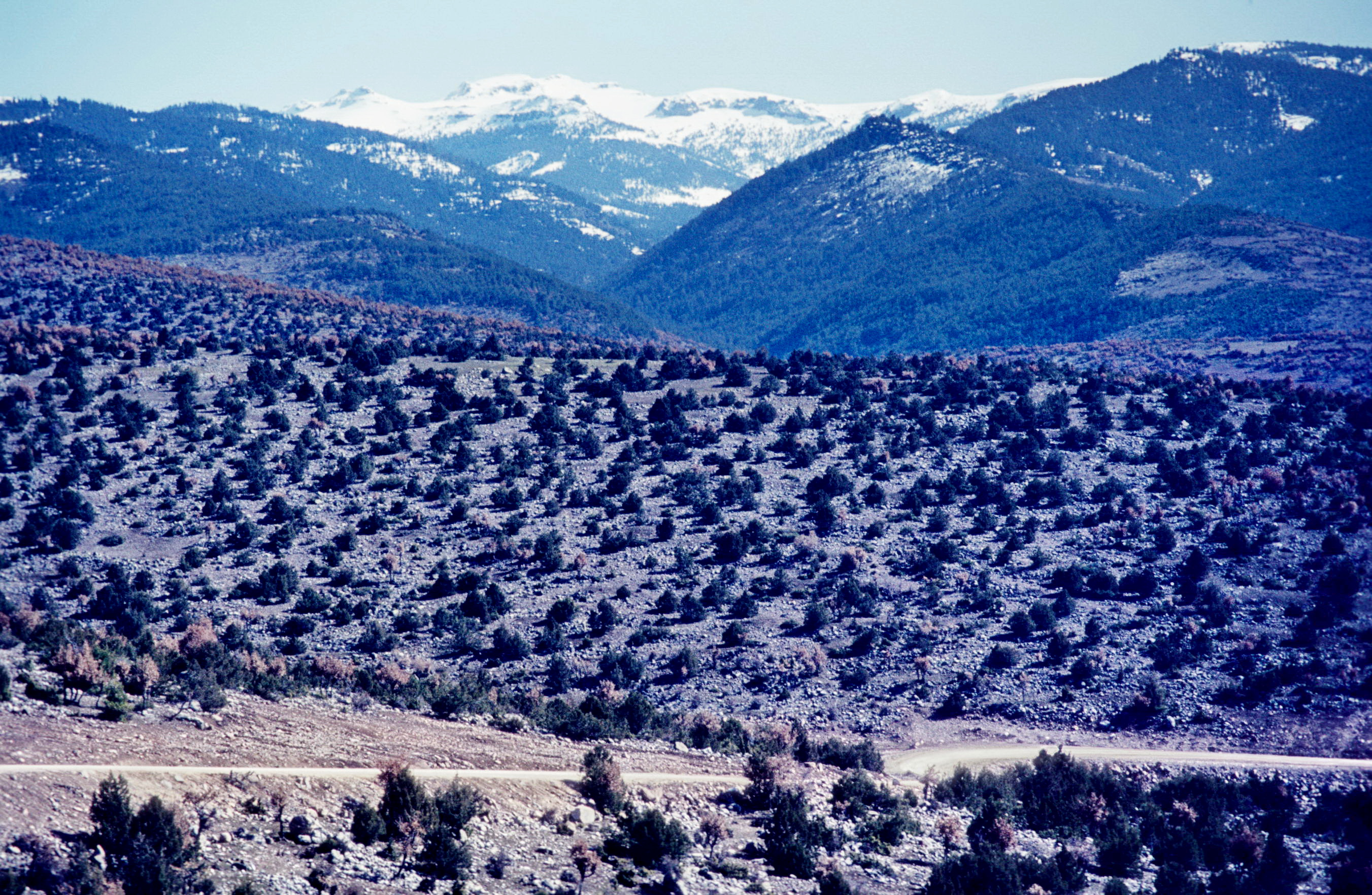
Zum Südrand der Köroğlu-Işık Dağları hin macht sich die zunehmende Trockenheit auf der Leeseite des Gebirges deutlich am lichteren Baumbestand bemerkbar. Im Hintergrund die von Schnee bedeckten Höhen des 2400 m hohen Vulkans Köroğlu Tepesi.

Köroğlu (übersetzt „Sohn des Blinden“) ist ein nach seinem Protagonisten benanntes zentralasiatisches Epos aus der Zeit der Jahrhundertwende des 16./17. Jahrhunderts (ca. 1550 – ca. 1670). Köroğlu war Volksdichter und Barde und galt als Symbolfigur des Freiheitskampfes, der während der Herrschaft von Murats III. (1574–1595) mit der osmanischen Armee an den Perserkriegen (1578–1584) teilnahm. Er ist in diesem Zusammenhang eine Gestalt auch der türkischen Volksliteratur Anatoliens und verkörpert die Figur des edlen Räubers und Volkshelden à la Robin Hood, in dem verschiedene heldenhafte Figuren zu einem mystischen Idol verschmelzen: Hinter dem „türkischen“ Epos steht zum einen ein nachweislich gelebter revolutionärer Anatolier der Celali-Aufstände im Widerstand gegen die Safawiden unter Schah Abbas I. Zum anderen agiert in der bei der türkischen Bevölkerung bekanntesten Version ein Held aus Bolu namens Ruşen Ali als Hauptfigur. Sein Spitzname Köroğlu (Sohn eines Blinden) soll darauf zurückzuführen sein, dass ein osmanischer Pascha (Bolu Bey) seinen Vater Yusuf blenden ließ, worauf Köroglu als Widerständler in die Berge (Köroğlu Dağları) ging und schwor, seinen Vater zu rächen. Er stand somit als Rebell gleichzeitig gegen zwei der damals herrschenden großen Dynastien in der muslimischen Welt.

## Zur Forschungsgeschichte
Die Köroğlu-Işık Dağları wurden zuerst von Richard Leonhard als Galatia-Massiv in die wissenschaftliche Literatur eingeführt. Obwohl die Geologen V. Stchepinsky, N. Stefansky und E. Lahn später in den 1960er Jahren geologische Karten der Gebiete des Massivs erstellten, erregten diese Krater damals weder ihre Aufmerksamkeit noch ihr Interesse. Richard Leonhard sprach von den caldera-ähnlichen Eruptionszentren auf den Köroğlu Dağları, und Besim Darkot vermutete, dass es sich dabei um ein Kar handelte.
Die erste genauere Untersuchung lieferte Oğuz Erol Mitte der 1950er Jahre. Anfang der 1960er Jahre vermerkte dann Nazario Pavoni, dass die mächtige vulkanischen Masse, das sogenannte Galatische Andesit-Massiv (Köroğlu – Işık Dağları von heute) zwischen Ankara und Bolu angeblich «senonischen Alters» (Senon, Kreidezeit, heute Santonium, Campanium und Maastrichtium) sei, die ursprünglich mit der von tertiären Graniten und Granodioriten, andesitischen Laven und Tuffen durchsetzten gewaltigen Masse südlich von Ordu-Giresun altersmäßig und petrographisch-lithologisch eine Einheit gebildet hätte, ehe sie durch die nordanatolische Verwerfung abgetrennt wurde. Allerdings bestehen die Ordu-Giresun-Massive (Oberkreide) als östliche Teile des pontischen Gebirgszuges und 350 km entfernt hauptsächlich aus oberkretazisch-alttertiären, submarin eruptierten und gefalteten Laven und Tuffen, während die Galatische Masse (Köroğlu-Işık Dağları) in der Hauptsache aus den jungtertiären, andesitisch-basaltischen Lavadecken eines Oberflächenvulkanismus besteht, der die oberkretazisch-alttertiären Schichten durchstoßen hat. Etwa ein halbes Jahrzehnt später schreibt Öner Gümüş, der die Gegend von Kızılcahamam nordwestlich Ankara eingehend untersuchte, dass die Galatische Masse größtenteils aus neogenen Vulkaniten bestehe.
Obwohl dieses vulkanische Massiv der Köroğlu-Işık Dağları zwischen Ankara und Bolu unweit und sogar durchschnitten von den Fernstraßenverbindungen zwischen der neuen türkischen Hauptstadt Ankara und der alten Metropole Istanbul liegt, waren ihre abgelegenen Gebiete aufgrund ihrer relativ steilen und bewaldeten Natur noch bis in die 1960er Jahre kaum erforscht. Selbst während der geologischen Untersuchungen Oğuz Erols im Auftrag des Mineral Research and Exploration Institute (M.T,A. Maden Tetkik ve Arama Genel Müdürlüğü) erwähnte niemand ihm gegenüber die beiden großen Vulkankrater in den Köroğlu Dağları, ehe er sie selbst dort als solche erkannte. Das damals geringe Forschungsinteresse des Staates an der Region erkennt man auch an der Entwicklung des Thermalbad-Ortes Kızılcahamam:
Die Geschichte der heißen Quellen von Kızılcahamam reicht bis in die Zeit des Römischen Reiches zurück. Ruinen der alten römischen Thermenlagen neben dem großen neuen Kurbad zeigen zwei große Becken und ein großes Depot für das aus dem Untergrund kommende Thermalwasser. Die römische Anlage, die bis Anfang der 1940er Jahre aufgrund jahrhundertelanger Renovierungen immer wieder aktiv genutzt worden war, hatte man mit der Eröffnung der Großen Therme 1941 ihrem Schicksal überlassen. Ali Cevad Efendi erwähnte noch 1895 in seinem Werk „Memâlik-i Osmaniyye'nin Tarih ve Coğrafya Lügatı“ die heißen Quellen in Kızılcahamam und dass viele Menschen aus Ankara und den umliegenden Provinzen dorthin kamen, um sich behandeln zu lassen und in Gasthäusern mit 60 Zimmern zu übernachten. Davon ist später offensichtlich aber keine Rede mehr. 1739 war zwar im Tal der heutigen Kasaba Kızılcahamam bereits eine warme Quelle bekannt gewesen, aber auch 1849 hatte es dort erst eine Hütte gegeben. Bis 1894 waren dann zwei Badehäuser, mehrere Wohnhäuser (Familien) und 10–15 kleine Hütten für Fremde hinzugekommen, und 1 km talabwärts hatte sich ein Dorf mit 6 Behausungen entwickelt. Zwischen 1927 und 1945 wurde das inzwischen gebildete Nahiye-Zentrum Kızılcahamam zum Kreiszentrum, so dass der Ort 1970 bereits 6017 Einwohner verzeichnete. Erst der Besuch Atatürks dort am 16.–17. Juli 1934 hatte den Anschub für die spätere Entwicklung gebracht.

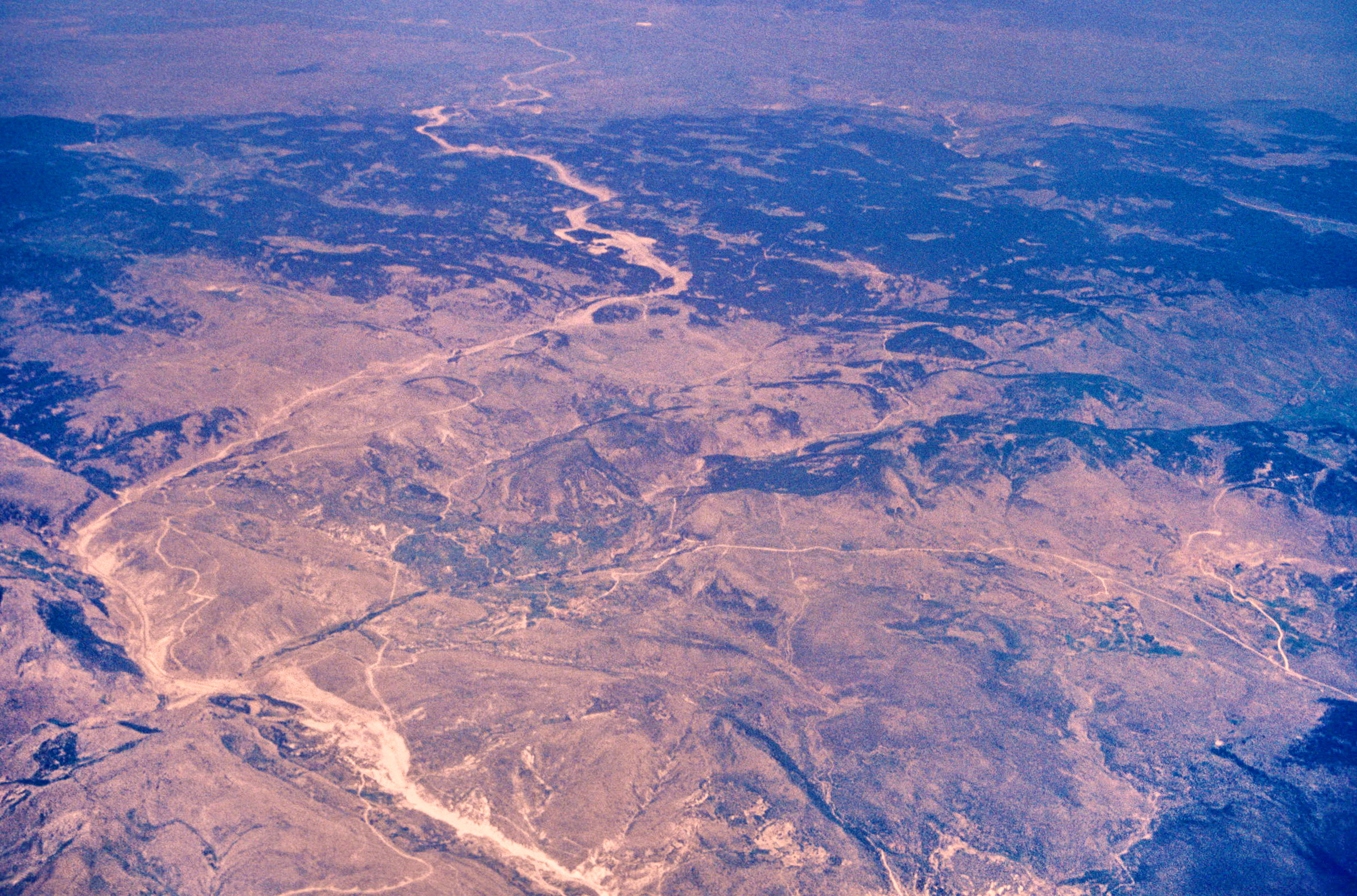
Die Flugaufnahme zeigt den Trassenverlauf der in den 1990er Jahren im Bau befindlichen Autobahn Istanbul-Ankara durch die Köroğlu Dağları südlich von Gerede im Nordteil der Bayındır-Depression. Rechts am mittleren Bildrand erkennt man die westlichen Ausläufer des Ovacık-Kraters.

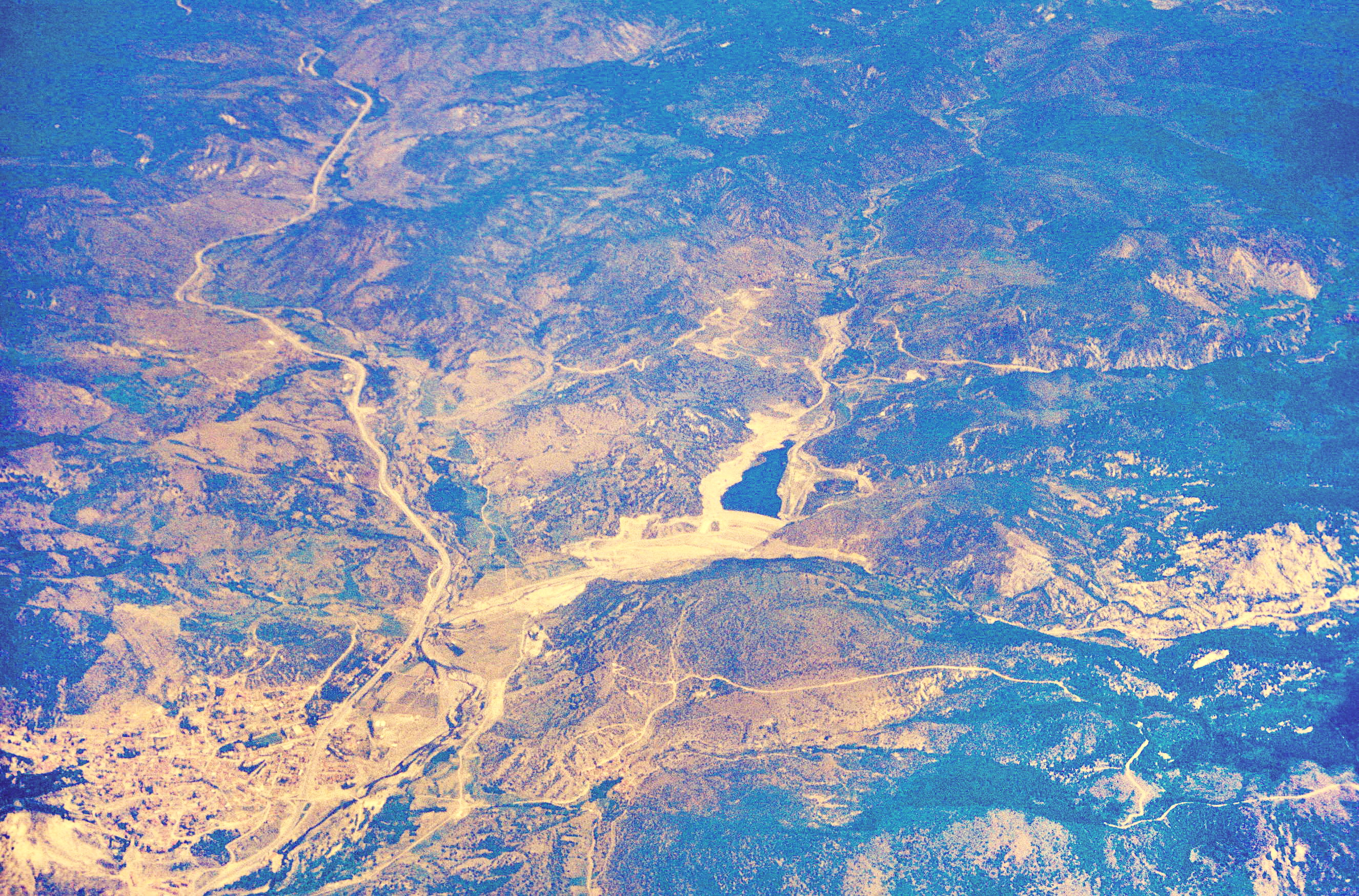
Die Flugaufnahme zeigt den Thermalbad-Ort Kızılcahamam (linke untere Bildecke) mit Eğretkaya-Talsperre (Bildmitte) und den Verlauf der Fernstraße D755 im Tal des Bulak Çayı in Richtung Gerede (linke Bildseite zum oberen Bildrand).

Das vulkanische Hinterland mit seinem geothermischen Potential allerdings blieb von der Entwicklung unberührt und war lange kaum bekannt. Erst nach der Erschließung der Thermalquellen von Kızılcahamam und der Gründung 1959 bzw. Erweiterung 1997 des dortigen Soğuksu Millî Parkı (Nationalpark Soğuksu) kam es zu intensiveren Forschungen zu Vulkanismus und Thermalquellen in der Region. Inzwischen wird die Gegend aufgrund der in den 1990er Jahren trassierten Autobahn zwischen Bolu/Gerede und Ankara täglich von Tausenden von Reisenden mehr und mehr benutzt, wodurch eine sehr abwechslungsreiche Landschaft mit vielen Erosionsmerkmalen der Öffentlichkeit nähergebracht wird. 2011 wurde ein 2000 km² großer Teil des Galatischen Vulkankomplexes von den autorisierten türkischen Institutionen als Geo-Schutzgebiet namens Kızılcahamam-Çamlıdere Geopark mit drei „Geosites“ eingerichtet, um die Umweltbedingungen des Miozäns und die sedimentären Reaktionen auf einen langfristigen, großräumigen Vulkanismus während der neotektonischen Periode zu demonstrieren: Ein versteinerter Wald in der Nähe des Dorfes Pelitçik, Basaltsäulen und eine Seeabfolge mit Blatt-, Fisch- und Insektenfossilien.

## Geologisch-tektonische Hintergründe

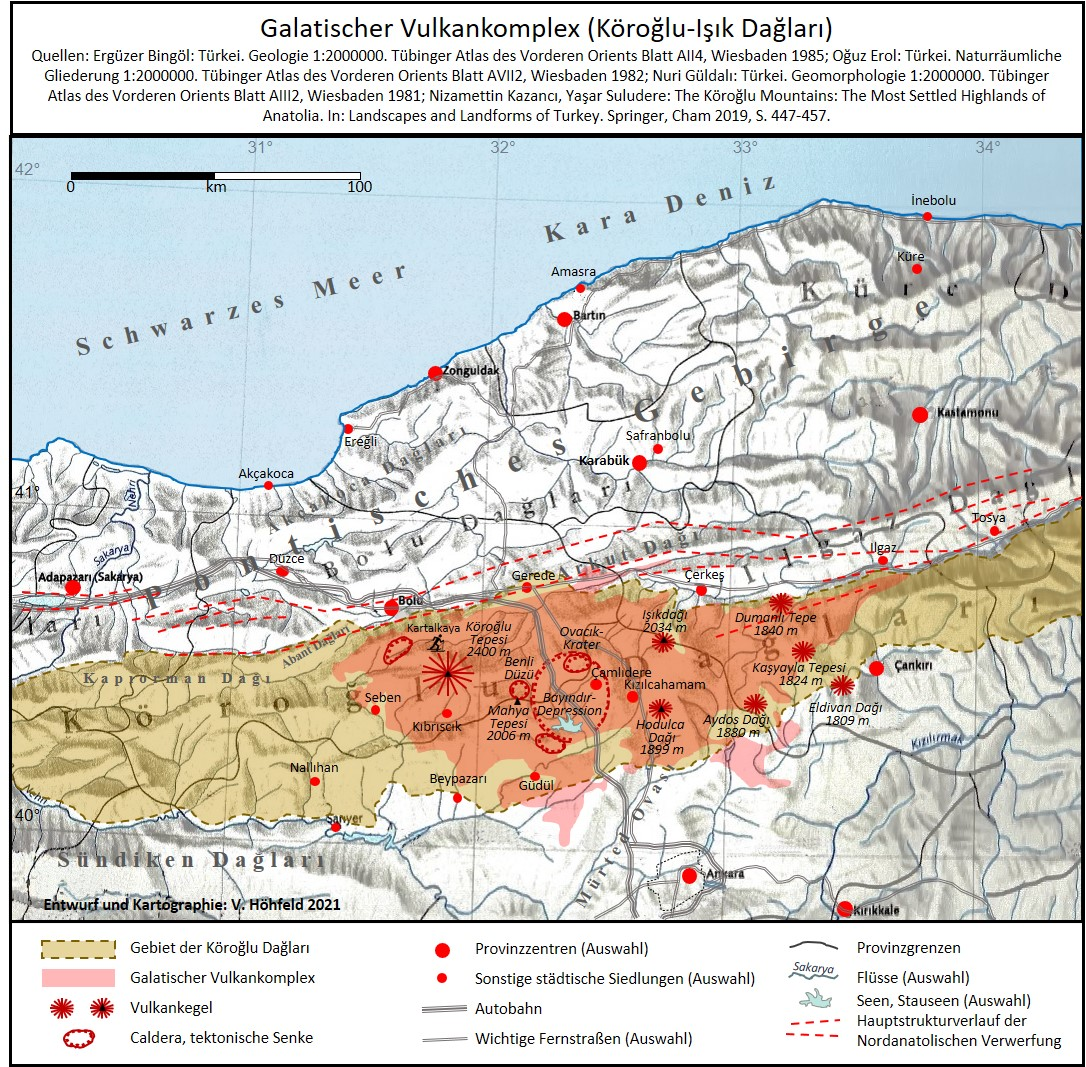
Die Karte zeigt die wichtigsten Strukturen des Galatischen Vulkankomplexes (Köroğlu-Işık Dağları)

Das nordanatolische Faltengebirge (Pontisches Gebirge) ist geologisch kompliziert, lässt aber Parallelen zu den Ostalpen erkennen. Seine Gebirgsketten gehören zur erdgeschichtlich relativ jungen alpidische Gebirgsbildung (zwischen Oberkreide und Jungtertiär), die von den Pyrenäen über die Alpen bis zum Himalaya verläuft. Im Westteil des Pontischen Gebirges finden sich neben Zeichen der alpidischen Auffaltung noch größere Reste der erdgeschichtlich alten variskischen Orogenese. Die westlichen Partien des Pontischen Gebirges bilden im Gegensatz zu den östlichen Kettengebirgsteilen eine breite Gebirgsschwelle mit weitgehend flachen Kamm- und Gipfelregionen alter Verebnungsflächen, in denen Berge von 1500 bis 2000 m Höhe vorherrschen und deren Gipfel 2000 m Höhe z. B. nur in den Deveci Dağları, Yıldız Dağları, Ilgaz Dağları sowie in den Köroğlu Dağları erreichen. Breite Verebnungen, die zu Beginn des Jungtertiärs in Meeresspiegelhöhe als Rumpfflächen (Peneplain, Fastebene) ausgebildet waren, wurden im Pliozän bis Pleistozän durch vertikale Hebungen schollenartig in ihre heutige Höhenlagen zwischen 800 und 1250 m gehoben (u. a. Canık Dağları und Küre Dağları). Da die Hauptrichtung der epirogenetischen Bewegungen im Neogen und im älteren Quartär von Westen nach Osten verlief, erstrecken sich die Gebirgszüge parallel zur Küstenlinie im Westen in WSW-ONO-Richtung und im Osten in WNW-OSO-Richtung. Folge dieser jungen Schollenbewegungen war zudem die Anlage von zahlreichen Becken, die sich besonders an den Hauptstörungslinien (Nordanatolische Hauptverwerfung) konzentrieren, in die auch das Tal des Devrez Çayı und der Oberlauf des Yenice Irmağı eingebettet sind und in gerader Linie das Becken von Bolu, des Çağa Gölü, die Çerkeş-Ilgaz-Becken, das Tosya-Becken, die Havza und Erbaa Ovası aufeinander folgen. Innerhalb dieser Strukturen lässt sich der Westen des Pontischen Gebirges nach seinem morphologisch-geologischen Bau in drei Zonen gliedern:
1. Im Norden erstrecken sich die aus gefalteten Sedimentgesteinen aufgebauten Küstengebirge der Canık Dağları (im Mittel 1500 m hoch), Küre Dağları (1300 m) und Baba Dağları (1100 m), begleiten als ein 50–100 km breiter Gebirgsstreifen die Küste des Schwarzen Meeres und sind aus Mergel- und Sandstein-Flyschschichten der Kreide und des Eozäns aufgebaut. Nur im zentralen Bereich der Küre Dağları treten Kalkformationen des älteren Mesozoikums auf. Die Sedimentschichten sind nicht sehr stark gefaltet sowie durch querende Flüsse tief zerschnitten und weisen mit ihrem Plateaucharakter ein einheitliches Relief auf. Die Höhen der Plateauflächen liegen in den Canık Dağları in 700–1000 m, in den Küre Dağları in 1000–1200 m und weiter im Hinterland von Zonguldak in 700–900 m.
2. Weiter südlich schließen sich als zentraler Abschnitt des westpontischen Gebirgsbogens die aus alten metamorphen Gesteinen bestehenden Gebirgsmassive der Bolu Dağları (durchschnittlich 1850 m hoch), Ilgaz Dağları (2587 m) und der Tokat Dağı (Dikmen Tepesi 1614 m) an. An ihrem Gesteinsaufbau sind vorwiegend Tonschiefer, Grünschiefer und Marmor paläozoischen bis mesozoischen Alters beteiligt. Trotz ihrer jungen fluviatilen Zertalung zeigen auch diese alten Gebirgsmassive weit gespannte, ausgeglichene Bergrücken als Reste jungtertiärer Verebnungsflächen. Auf den Ilgaz Dağları sind diese infolge junger Hebungen bis auf 1300–2400 m Höhe gehoben worden.
3. Als südlichste Zone des Nordwestanatolischen Randgebirges folgen im Osten die Gebirgsketten der Deveci Dağları (1892 m) und der Yıldız Dağı (2537 m). Ihre Gesteinszusammensetzung und ihr tektonischer Bau ist sehr mannigfaltig. An erster Stelle stehen mächtige Ophiolithmassen, darin „schwimmen“ alte metamorphe Gesteine und junge mesozoische Sedimentgesteine. Im Westen bilden die Köroğlu Dağları die äußersten Ausläufer des Nordwestanatolischen Randgebirges. Der auch als Galata-Massiv bzw. Galata Komplex bekannte Gebirgsraum im Westen ist weitgehend aus jungen Vulkaniten aufgebaut. Während sein nördlicher Saum Hochgebirgscharakter besitzt (Işık Dağı 2034 m, Semen Dağı 1854 m), zeigt er im Süden und Südosten in Nachbarschaft zum Zentralanatolischen Hochplateau eher Mittelgebirgseigenschaften.

## Der Galatische Vulkankomplex der Köroğlu-Işık Dağları
Die südliche Kette der westlichen Nordanatolischen Randgebirge ist nach ihrer höchsten Erhebung, dem 2400 m hohen Köroğlu Tepesi, Köroğlu Dağları benannt und erstreckt sich über 400 km lang zwischen dem Durchbruchtal des Sakarya (in der Antike Sangarios) nahe Bilecik und dem Durchbruchstal des Kızılırmak (in der Antike Halys) östlich von İskilip. Die Südgrenze bildet der Übergang zum Zentralanatolischen Hochland. Die Nordgrenze wird weitgehend bestimmt von der Senkenfolge der Nordanatolischen Verwerfung. Der Hauptkamm grenzt etwa von Seben (südlich Bolu) bis ca. nordöstlich von Ankara die spätrömisch-frühbyzantinischen Provinzen Honorias und Paphlagonien gegen Galatien ab. Der Westteil der Köroğlu Dağları besteht aus gefalteten Schichten der Kreide und des Alttertiärs, die etwa bei Seben unter jüngere Andesitmassen vulkanischen Ursprungs abtauchen, die bis östlich von Orta auf 150 km Länge das Landschaftsbild bestimmen. Im Ostteil der Köroğlu Dağları kommt wieder das gefaltete Grundgebirge zum Vorschein. Wie auch noch rezent, boten schon in der Antike die Hochflächen und Senken innerhalb der Köroğlu Dağları günstige Siedlungsmöglichkeiten, wie z. B. die Hochfläche von Dörtdivan oder die Becken von Pelitçik, Yılanlı, Çamlıdere oder Orta. An zwei Stellen, bei Ovacık (30 km östlich von Kıbrıscık) und am Nordfuß des 2006 m hohen Mahya Tepesi (Benli Düzü, 36 km südlich von Gerede) wurden weitgehend zerstörte Förder- oder Explosionskrater von je 3 km Durchmesser von Oğuz Erol in den 1950er Jahren zum ersten Mal dokumentiert. Fraglos spielte die Nordanatolische Verwerfung bei der Bildung des Galatischen Vulkankomplexes eine entscheidende Rolle. Auch die Stadt Bolu liegt im Bereich dieser großen nordanatolischen Verschiebungsachse und wurde im Jahr 1668 von einem verheerenden Erdbeben heimgesucht. Während des Bebens vom 1. Februar 1944 wurde die Straße von Bolu zum Ortsteil Kaplıca um 3,5 m versetzt. Die nordanatolische Verwerfung ist nach Ketin eine ganz junge, aktive Verschiebung, die sich erst nach Vollendung der alpidischen Faltung in Nordanatolien, also nach dem Miozän, während des Pliozäns oder des Quartärs, in Bewegung setzte und seither eine Versetzung von wahrscheinlich einigen zehn Kilometern gehabt hat.
Südlich der nordanatolischen Verwerfung stehen in den Köroğlu Dağları auf großer Fläche tertiäre subaerische Vulkanite an, die sich bis in den hügelig-bergigen Randbereich Zentralanatoliens erstrecken. Die mächtige vulkanische Masse gehört zum sogenannten Galatischen Andesit-Massiv zwischen Ankara und Bolu. Diese Galatische Masse besteht in der Hauptsache aus neogenen, andesitisch-basaltischen Lava-Decken, Produkten eines Oberflächenvulkanismus, die die Schichten der Oberkreide und des Alttertiärs durchstoßen haben. Die gesamte Galatische Vulkanprovinz entspricht einer mit vulkanischen und sedimentären Gesteinen gefüllten (geologischen) Senke. Ihr Nordrand wird von der Nordanatolischen Verwerfung abgeschnitten, während sie im Süden von einem mit Vulkangestein verflochtenen „kontinentalen“ (festländischen, nicht marinen) Sedimentpaket umgeben ist. Sie besteht aus mehreren über die Provinz verstreuten vulkanischen Komplexen, von denen neun bekannt sind und jeder eine Fläche von Hunderten von km² mit kreisförmiger oder ellipsoider Form mit mäßig bis gut erhaltener Morphologie bedeckt. Dazu gehören radiale Ströme von Lava und Vulkanoklastiken, Calderas sowie Stratovulkane, die durch zentrale Schlote gekennzeichnet sind. Zwischen den großen Vulkankomplexen befinden sich mehrere kontinentale Becken. Diese Becken sind voneinander isoliert, teilweise auch verbunden und können sich in Alter und Lithologie unterscheiden. Verfügbare radiometrische und paläontologische Altersbestimmungen deuten darauf hin, dass sich fast alle Vulkankomplexe sowie die Sedimentbecken im frühen bis mittleren Miozän zu entwickeln begannen, was bis ins späte Miozän andauerte. Die Verwerfungen im südlichen Teil der Galatischen Vulkanprovinz sind pliozän und älter.

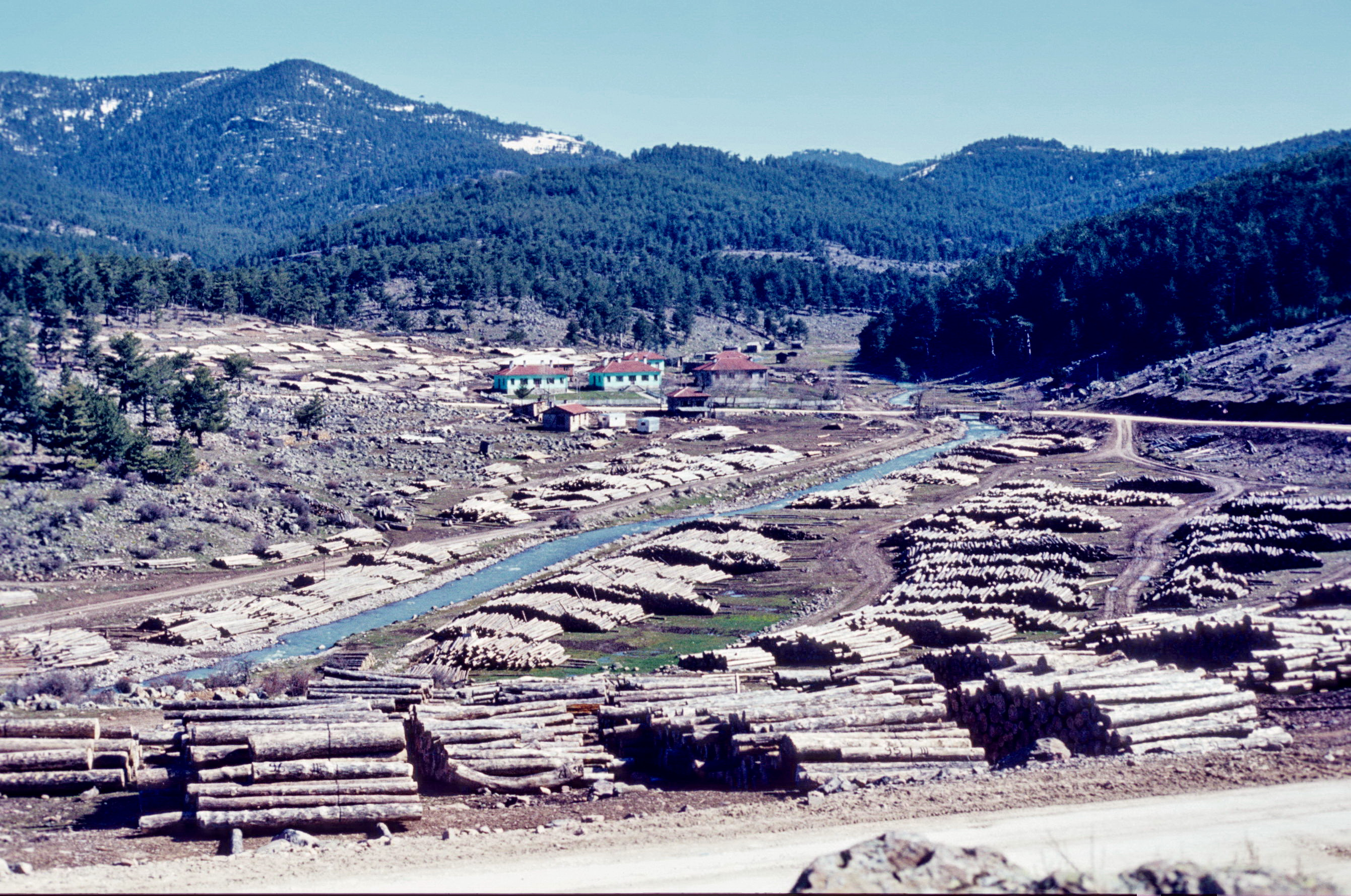
Blick ostwärts auf den westlichen Anstieg des Köroğlu-Tepesi-Vulkans über den Holzlagerplatz des alten Taşlı-Yayla-Forstamtes auf den Höhen der Köroğlu Dağları südlich Bolu im Jahre 1984. Das Forstamt wurde mittlerweile durch die Anlage des Wasserreservoirs Seben Gölü überschwemmt

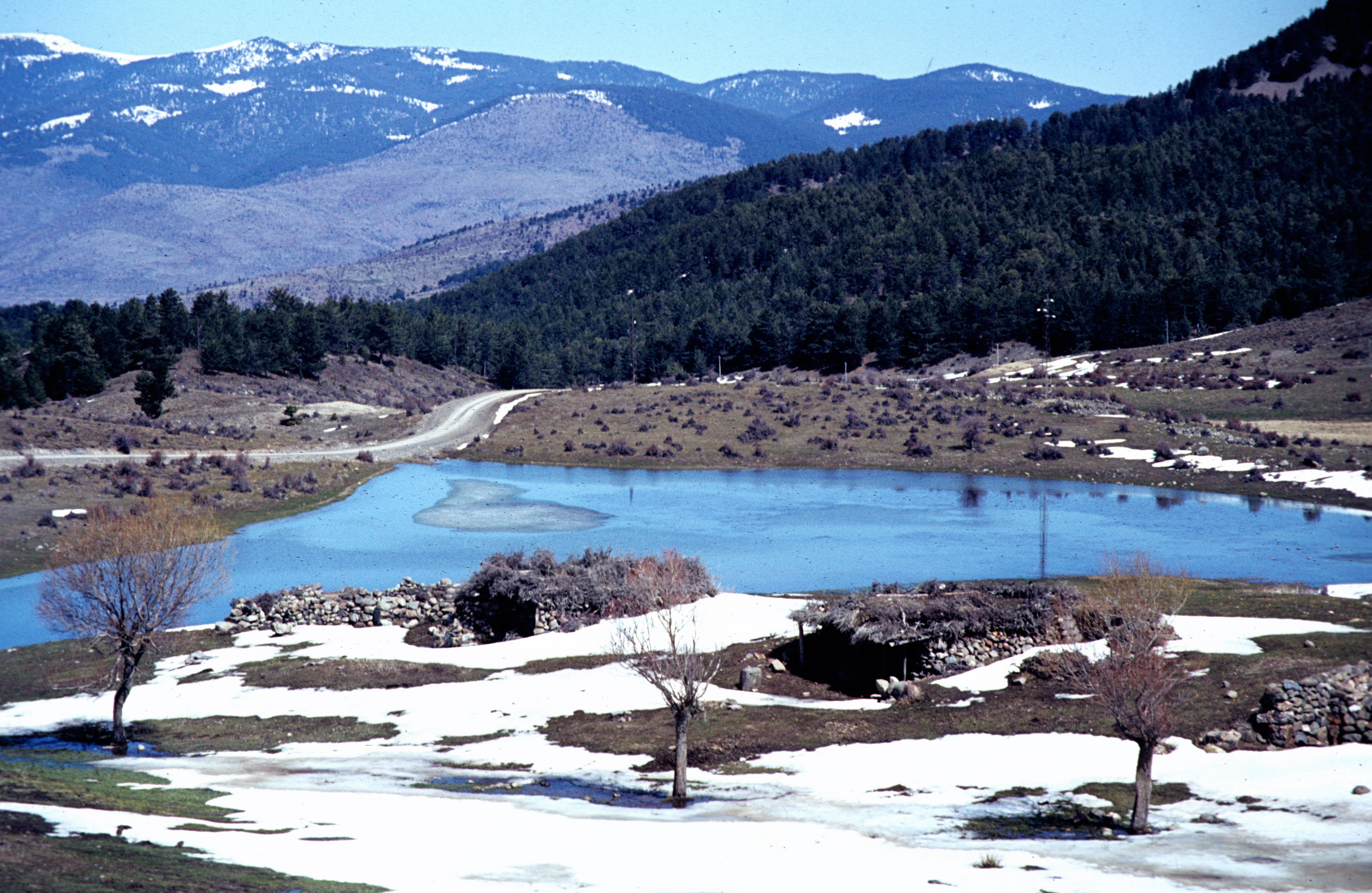
Blick nordwärts auf den Karagöl auf der Kemeres-Yayla bei Kıbrıscık. Im Hintergrund der Anstieg zum 2400 m hohen Köroğlu Tepesi

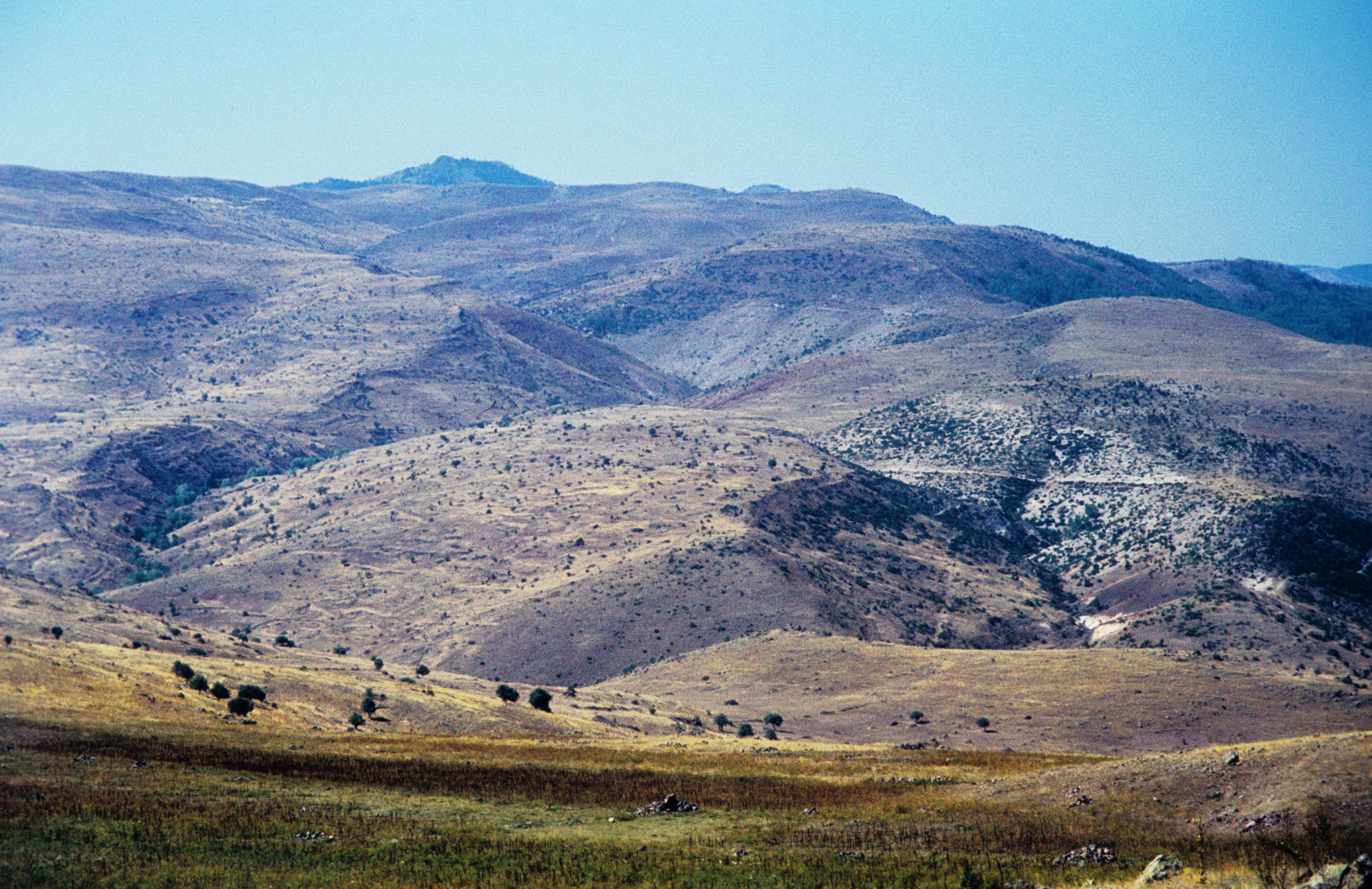
Stark erodierte vulkanische Sedimente bei Korgun in den östlichen Partien des Galatischen Vulkankomplexes nördlich von Çankırı. Im Hintergrund der liefernde Vulkanhügel.

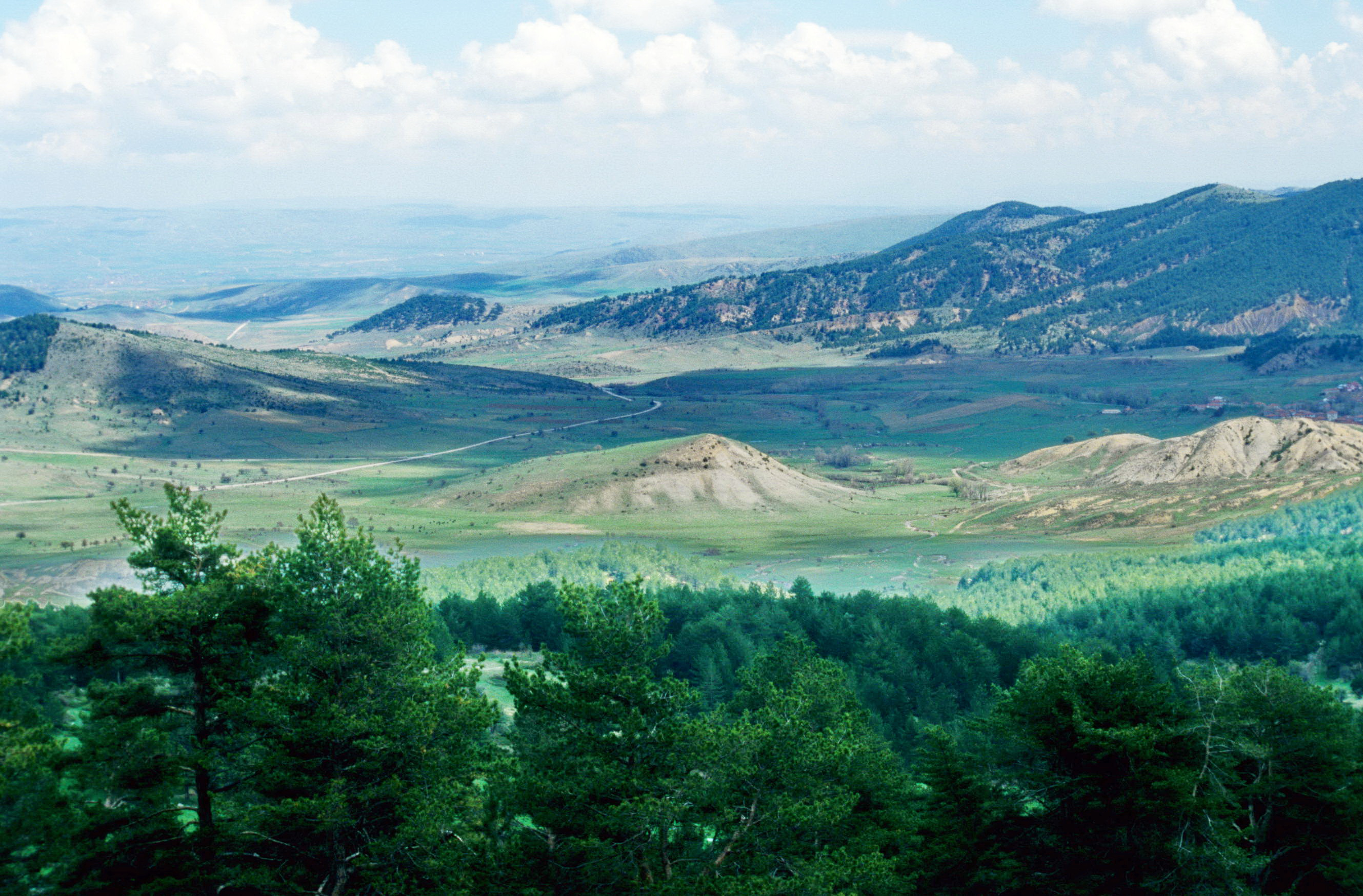
Der 1711 m hohe Işık-Dağı-Pass im Ostteil der Köroğlu Dağları nordwestlich des 2034 m hohen Vulkans Işık Dağı erlaubt einen Blick nordostwärts in die Senke von Çerkeş, einen Teil der Nordanatolischen Verwerfung.

Das Zentrum des Galatischen Vulkankomplexes gruppiert sich um die beiden größeren vulkanischen Areale des Köroğlu Tepesi südöstlich von Bolu und der Bayındır-Depression (Çamlıdere-Depression) westlich von Kızılcahamam. Dazu zählen allerdings auch vulkanische Erscheinungen, die randlich zur Galatische Vulkanprovinz liegen: So bildet der Hüseyingazi Dağı (1415 m) die südöstliche Flanke des vulkanischen Geländes, das sich bis zur Stadt Ankara als andesitische, teilweise dazitische Masse erstreckt, die z. B. Ankara und die Çubuk Ova trennt. Auch der Timurlenk Tepesi (1003 m) und Kale Tepesi (Burgberg von Ankara, 1020 m), die sich mitten in der Stadt Ankara erheben, sind Teile dieses vulkanischen Ganzen, das sich dort weit nach Süden erstreckt. Eine weitere Andesitschwelle ist das Vulkanland Zir (Yenikent, Teil des Ankaraner Ballungsraums Sincan, das den westlichen Teil der Mürted- und die Ankara-Ebene trennt). In den östlichen Partien der Köroğlu-Işık Dağları westlich von Çankırı erheben sich ebenfalls erwähnenswerte, allerdings deutlich niedrigere vulkanische „Vertreter“ der Galatischen Masse, wie der Dumanlı Tepe (1840 m), der Kaşyayla Tepesi (1824 m), der Aydos Dağı (1880 m) und der (ophiolitische) Eldivan Dağı (1809 m).

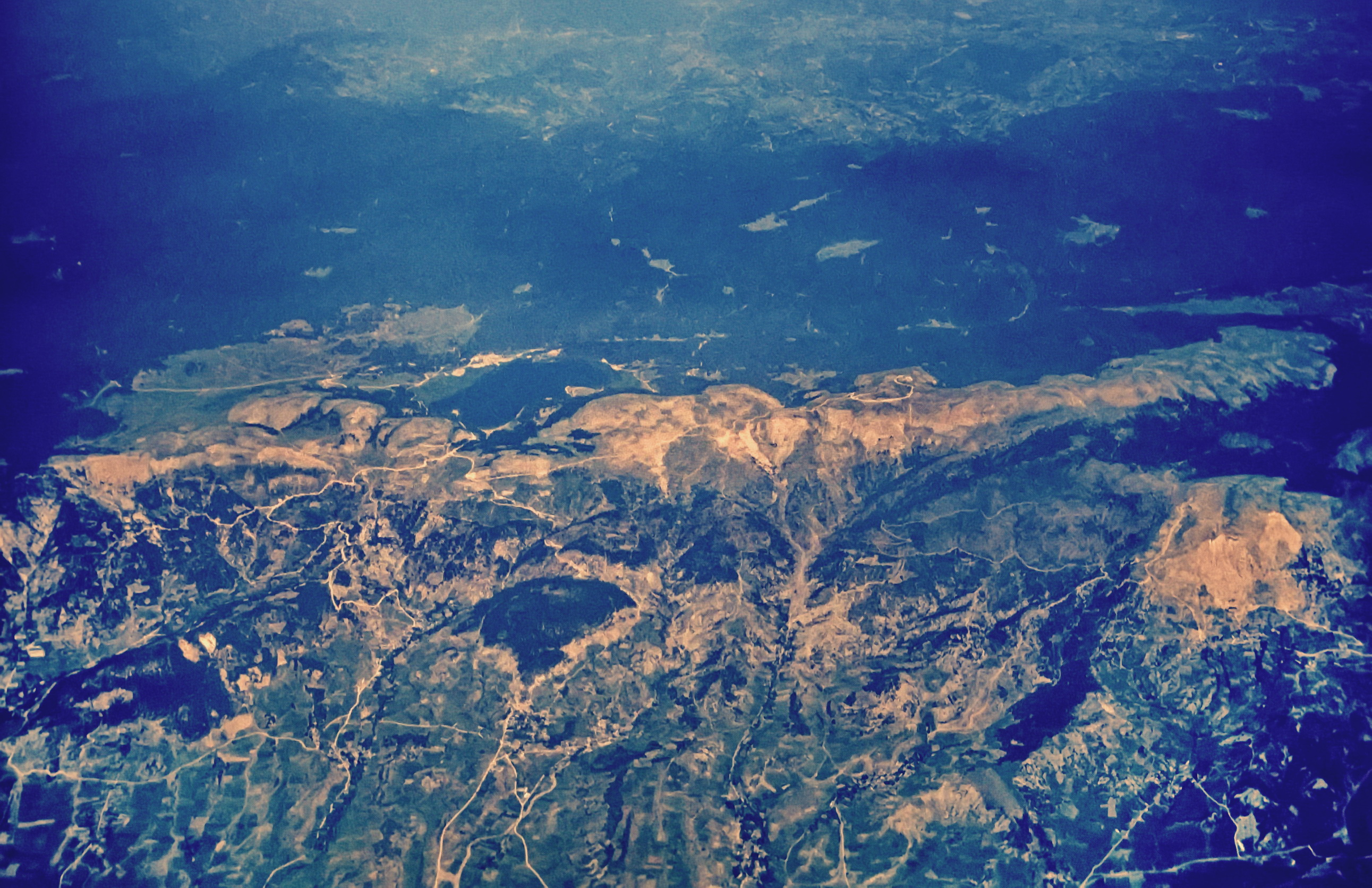
Die Flugaufnahme zeigt (mit Blick nach Norden) die langgestreckten Abant Dağları westlich von Bolu (Bildmitte), dahinter, nur schwach erkennbar, der Bolu Gölü im Tal des Abant Çayı und am oberen Bildrand die Wälder der Bolu Dağları.

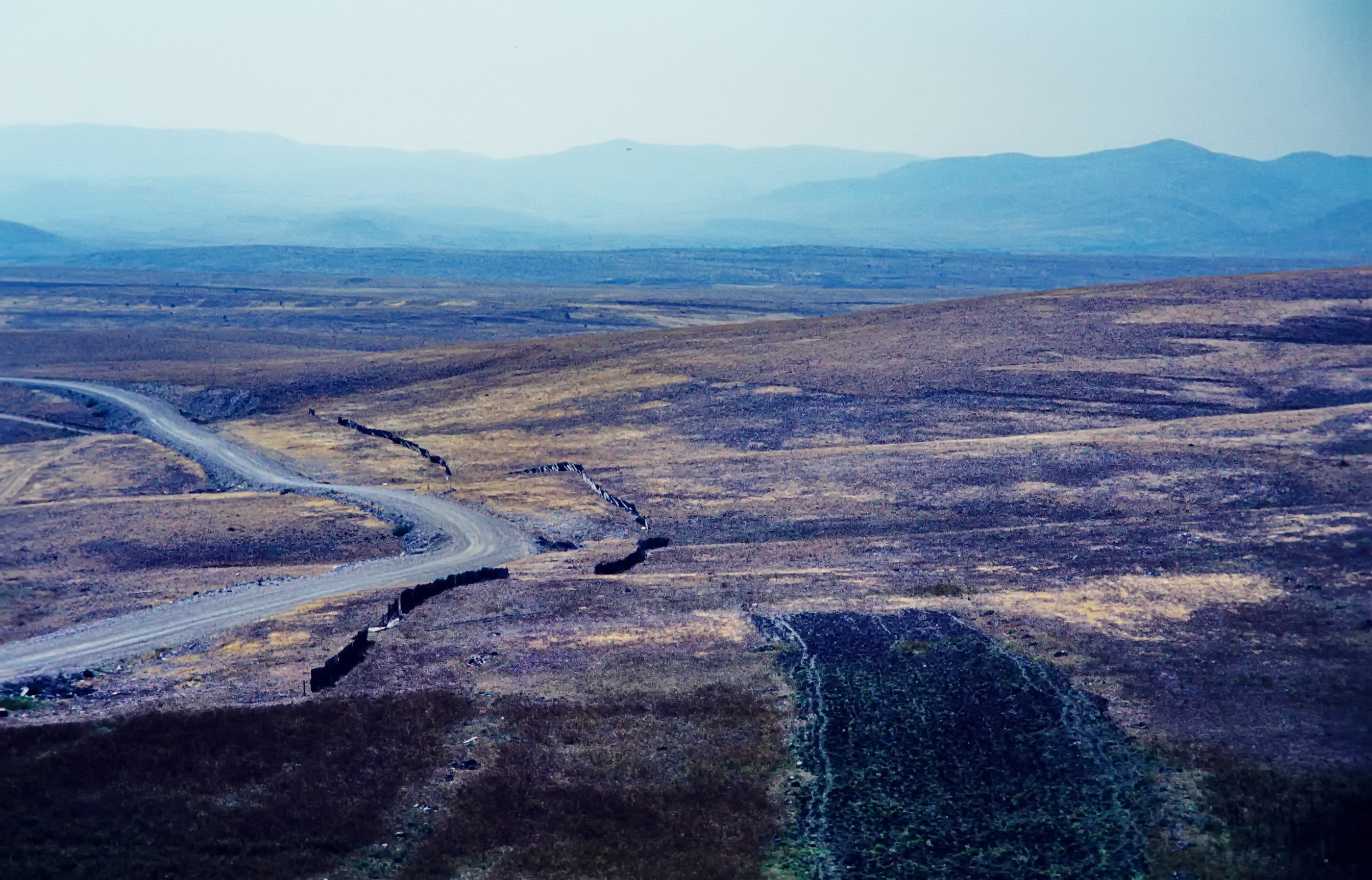
Blick nordwärts auf dem Weg südwärts nach Çubuk (Ankara) vom 1358 m hohen Ortabeli-Pass in den östlichen Köroğlu Dağları auf die Höhen des Dumanlı Dağı (Saçakbeli-Pass).

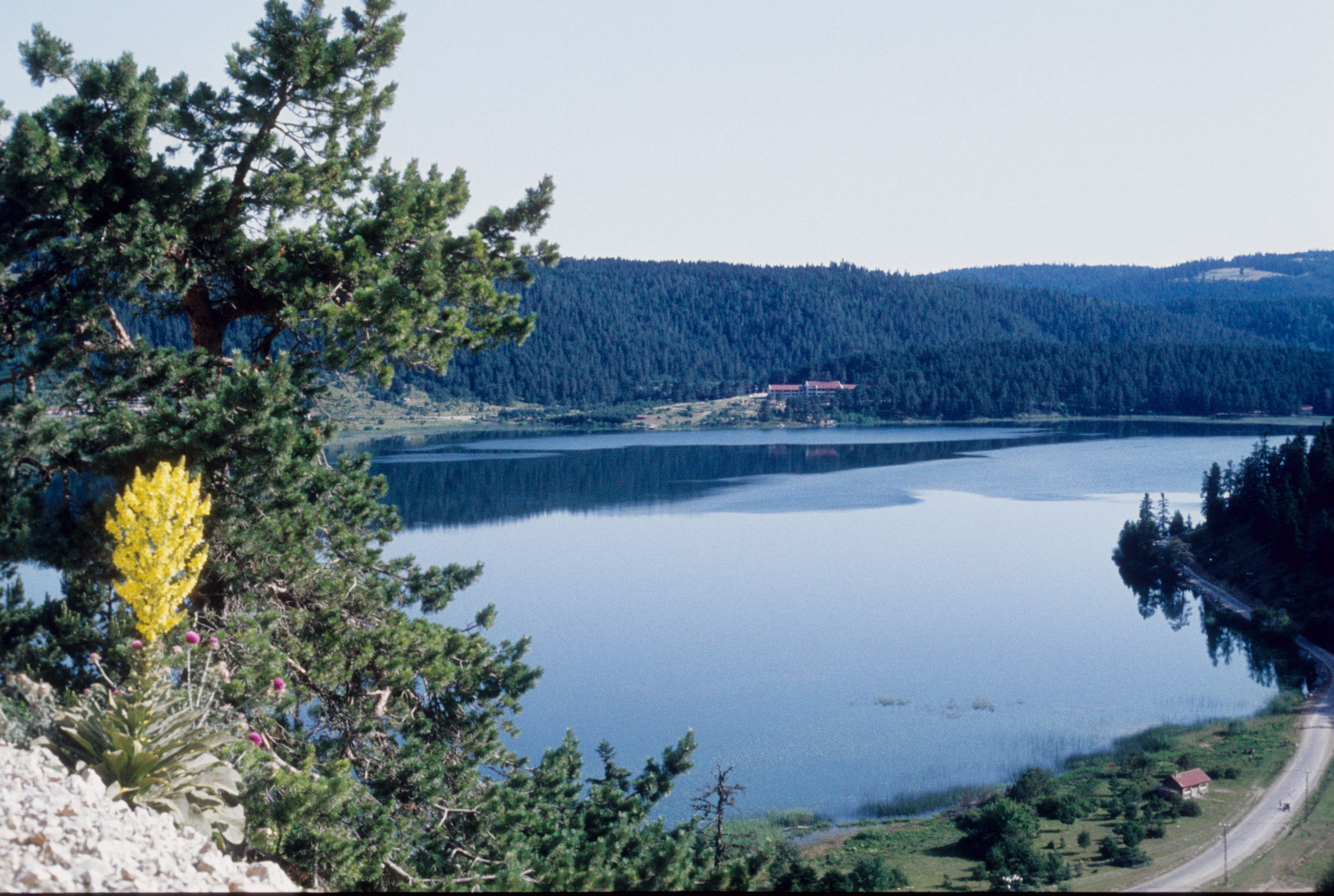
Südwestlich von Bolu liegt inmitten eines Waldgebietes der Abant Dağları auf 1350 m Höhe der 125 Hektar große, 16 m tiefe Abantsee (Abant Gölü), der allerdings nicht vulkanischen Ursprungs ist, sondern wegen seiner Lage auf der Nordanatolischen Verwerfungsachse durch einen tektonisch bedingten Erdrutsch aufgestaut wurde und dank seines Fischreichtums und Tannen-Lärchenwälder ein beliebtes Ausflugsziel im Umfeld der Stadt Bolu ist.

Zum Gesamtkomplex der Köroğlu-Işık Dağları zählen auch an dessen Nordwestsaum die schmalen kammartigen Abant Dağları (Abant Dağı, 1748 m) westsüdwestlich von Bolu mit dem nördlich auf 1350 m Höhe vorgelagerten 125 Hektar großen, 16 m tiefen Abantsee (Abant Gölü), der allerdings nicht vulkanischen Ursprungs ist, sondern wegen seiner Lage auf der Nordanatolischen Verwerfungsachse durch einen tektonisch bedingten Erdrutsch aufgestaut wurde und dank seines Fischreichtums und seiner Lage inmitten von Tannen-Lärchenwäldern zu einem der beliebtesten Ausflugsziele im Umfeld der Stadt Bolu gehört.

## Köroğlu Tepesi

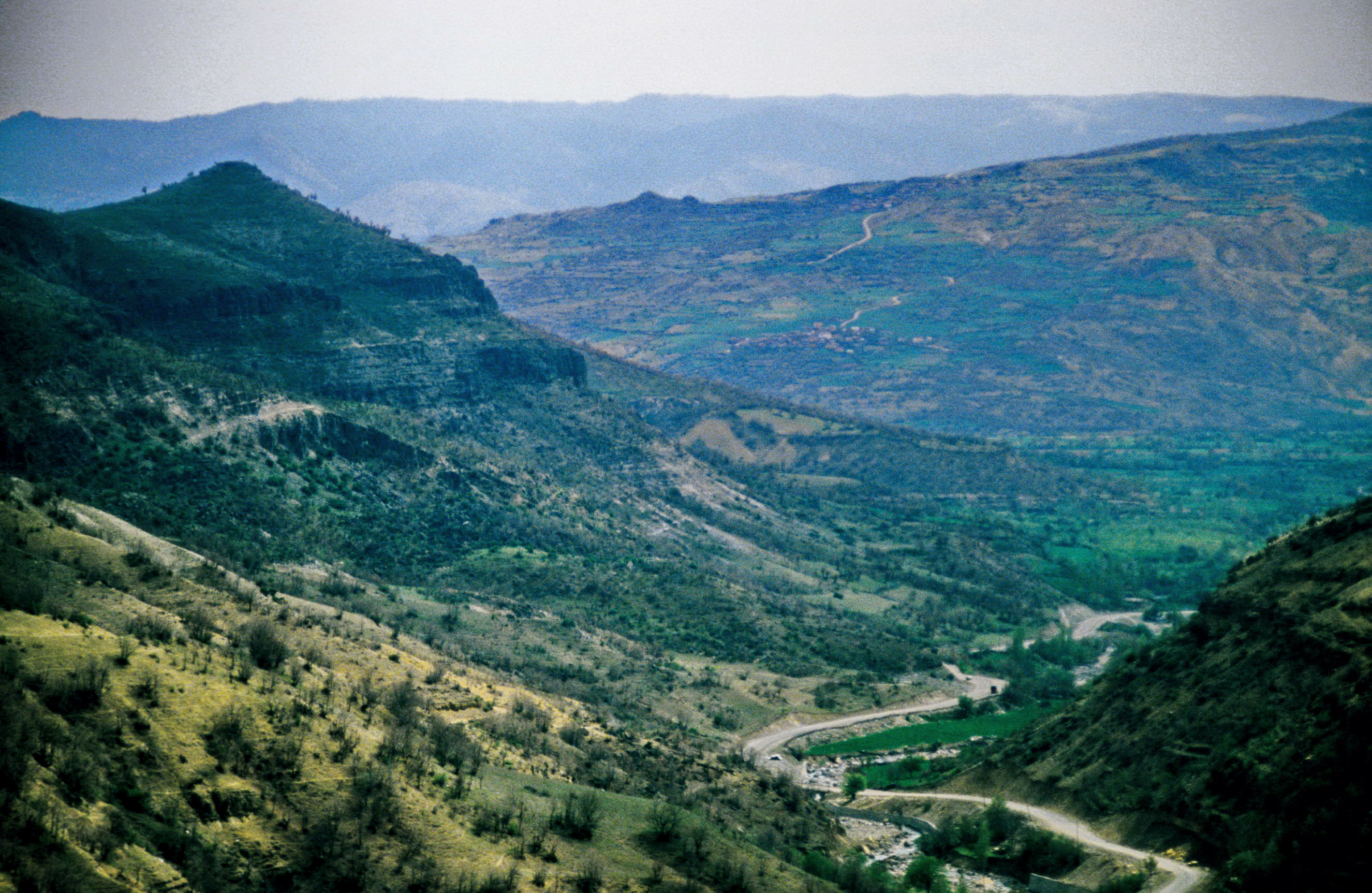
Tief eingekerbt in die dicken Vulkanitpakete sind die Täler bei Seben am Südwestrand des Galatischen Vulkankomplexes, deren Gewässer zum Seben Çayı und damit südwärts nach Inneranatolien zum Sakarya Nehri entwässern.

Innerhalb der Galatischen Vulkanprovinz, die überwiegend aus zwei vulkanischen Phasen (22,4-14,5 Mio. Jahre. bzw. 10,6-9,5 Mio. Jahre) aufgebaut ist und mit einer Fläche von 36 × 34 km² eine der größten vulkanischen Regionen des Neogens im Nordwesten Anatoliens abdeckt, wird der Vulkan des Köroğlu Tepesi mit einem Alter von 17,6 Mio. Jahren angegeben. Der Gipfel des Vulkans hat eine Höhe von ca. 2400 Metern, während seine Ränder auf einer Höhe von etwa 1400 m liegen. Da der Vulkan vollständig mit dichtem Wald und sonstiger Vegetation bedeckt ist, ist auf den ersten Blick schwer zu erkennen, dass es sich um ein vulkanisches Zentrum handelt. Sein Nordrand wird von der Nordanatolischen Verwerfungszone begrenzt, die offenbar auch seine südlichen Teile verformt hat. Er besteht hauptsächlich aus Lavasequenzen sowie pyroklastischen Schichten. Die Frühphase des Vulkans erfolgte vor 17,6 Mio. Jahren durch trachyt-andesitische und trachyt-dazitische Laven in den unteren Teilen, während die etwa 500 Meter hohen Gipfel des Vulkans aus dazitischen Laven und damit verbundenen Intrusionen bestehen. Die um den Vulkan Köroğlu und in den unteren Partien sedimentierten voluminöse pyroklastischen Ablagerungen, die von den Lavasequenzen des Hauptkegels überlagert wurden, sind in einem großen Gebiet von 110 km (Ost-West) × 70 km (Nord-Süd) verbreitet. Derartige pyroklastische Ablagerungen bedecken auch die vor-miozänen Sedimentfolgen im südlichen Teil der Köroğlu-Işık Dağları bei Seben bzw. Kıbrıscık mit bis zu 630 m Dicke. Sie reichen flächendeckend von Gerede im Norden bis Güdül im Süden, wiederum bis nach Kızılcahamam im Osten, erreichen aber im nördlichen Teil nur eine Mächtigkeit von 270 m und im östlichen Teil lediglich 110 m. Diese pyroklastischen Sedimente umfassen hauptsächlich massiven Lapilli-Tuff, geschichteten Lapilli-Tuff und massive Lapilli-Brekzien, wobei diese verschiedenen Fazies einen Bimsgehalt von 60 % bis zu 80 % erreichen. Allerdings überlagern in der Region Çamlıdere-Kızılcahamam ältere Vulkanite eben diese pyroklastischen Gesteine.

## Bayındır-Depression bei Çamlıdere und ihre vulkanische Umrahmung

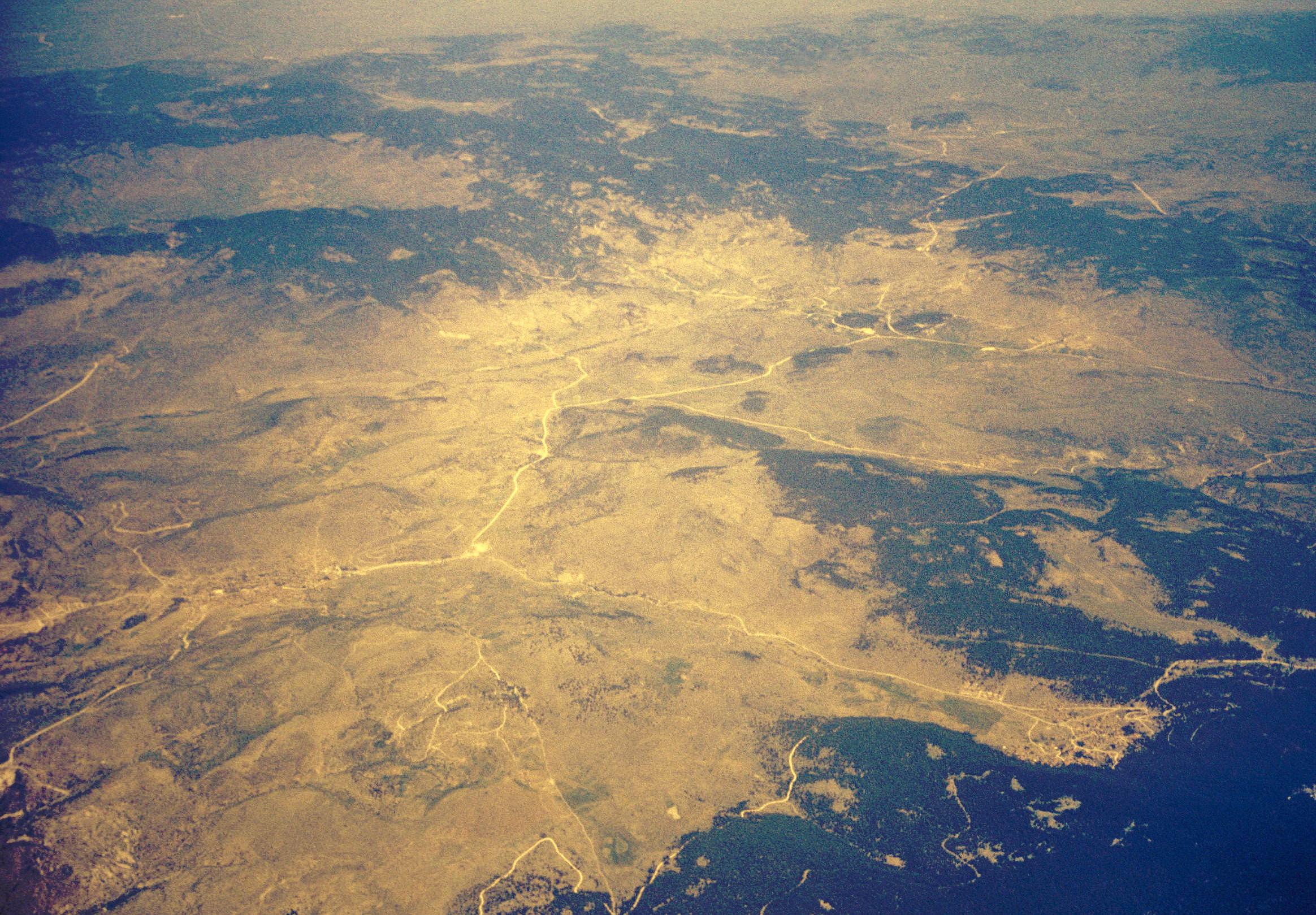
Die Flugaufnahme zeigt (mit Blick nach Norden) den Nordteil der Çamlıdere-Bayındır-Depression. Am linken Bildrand unten das Städtchen Çamlıdere, links oben die östlichen Ausläufer des Ovacık-Kraters. Rechts oben das Tal des Bulak Çayı mit der Fernstraße D755 von Kızılcahamam nach Gerede, davor der Waldstreifen des Çamkoru-Naturparks (Çamkoru Tabiat Parkı) und unten rechts die Ausläufer des Soğuksu Millî Parkı (Nationalpark Soğuksu).

Diese pyroklastischen Ablagerungen um den galatischen Vulkanismus in einem Gebiet von 7700 km² Fläche werden nicht nur in der Nähe des Köroğlu-Vulkans beobachtet, sondern auch in allen zentralen und westlichen Gebieten und bestehen aus ein und demselben vulkanischen Gestein. Sie waren dort während der frühen Stadien des Vulkanismus (vor 22,4-20,8 Mio. Jahren) ausgebrochen, wobei angenommen wird, dass sie mit extrem großen Caldera-Eruptionen in Verbindung standen. Es gibt viele physikalische vulkanologische Hinweise darauf, dass die Vulkanite des Köroğlu-Vulkans (vor 17,6 Mio. Jahren) und anderer fast zeitgleicher Vulkane (vor 19,7-14,5 Mio. Jahren) sich auf diesen älteren voluminösen, hochdichten Pyroklasten sedimentiert haben, die mit einigen riesigen Vulkanausbrüchen verbunden waren, die zur Bildung einer großen Caldera führten. Die Bayındır-Depression, in der die Kreisstadt Çamlıdere sowie die Çamlıdere-Talsperre liegen, und ihre vulkanische Umrahmung mit einem Durchmesser von etwa 30 km erinnert stark an solch eine riesige Caldera, wie sie inzwischen auch für die elliptische, fast 400 km² messende Acıgöl-Senke bei Nevşehir als Teil einer größeren und älteren Caldera nachgewiesen werden konnte, auf deren Grund eine Gruppe von Maaren, Aschenkegeln, Lava-Domen und basaltischen Lavaströmen existiert.
Inzwischen geht man davon aus, dass die dicken pyroklastischen Sedimente des Galatischen Vulkankomplexes ebenfalls als Folge einer solchen Caldera-Eruption entstanden, wobei die pyroklastischen Ablagerungen die aktuelle Morphologie des Köroğlu-Vulkans im Westen, der Vulkanregion Gerede im nördlichen Teil und des Ovacık-Caldera-Vulkans im südöstlichen Teil des Galatischen Vulkanprovinz bildeten. So besteht z. B. das gesamte Umfeld der Çamlıdere Barajı, d. h. das Zentrum der Çamlıdere-Bayındır-Depression, aus dazitischen Vulkaniten bzw. Pyroklastiken vermischt mit verschiedensten anderen Sedimenten. Feldstudien haben gezeigt, dass die vulkanischen Blöcke, die dort in vulkanischen Brekzien großer explosiver Eruptionen abgelagert wurden, an allen Orten entlang der Galatischen Vulkanprovinz eine fast ähnliche Zusammensetzung haben. Die gesamte ältere Morphologie dieses riesigen Caldera-Vulkans wurde allerdings inzwischen vollständig zerstört.

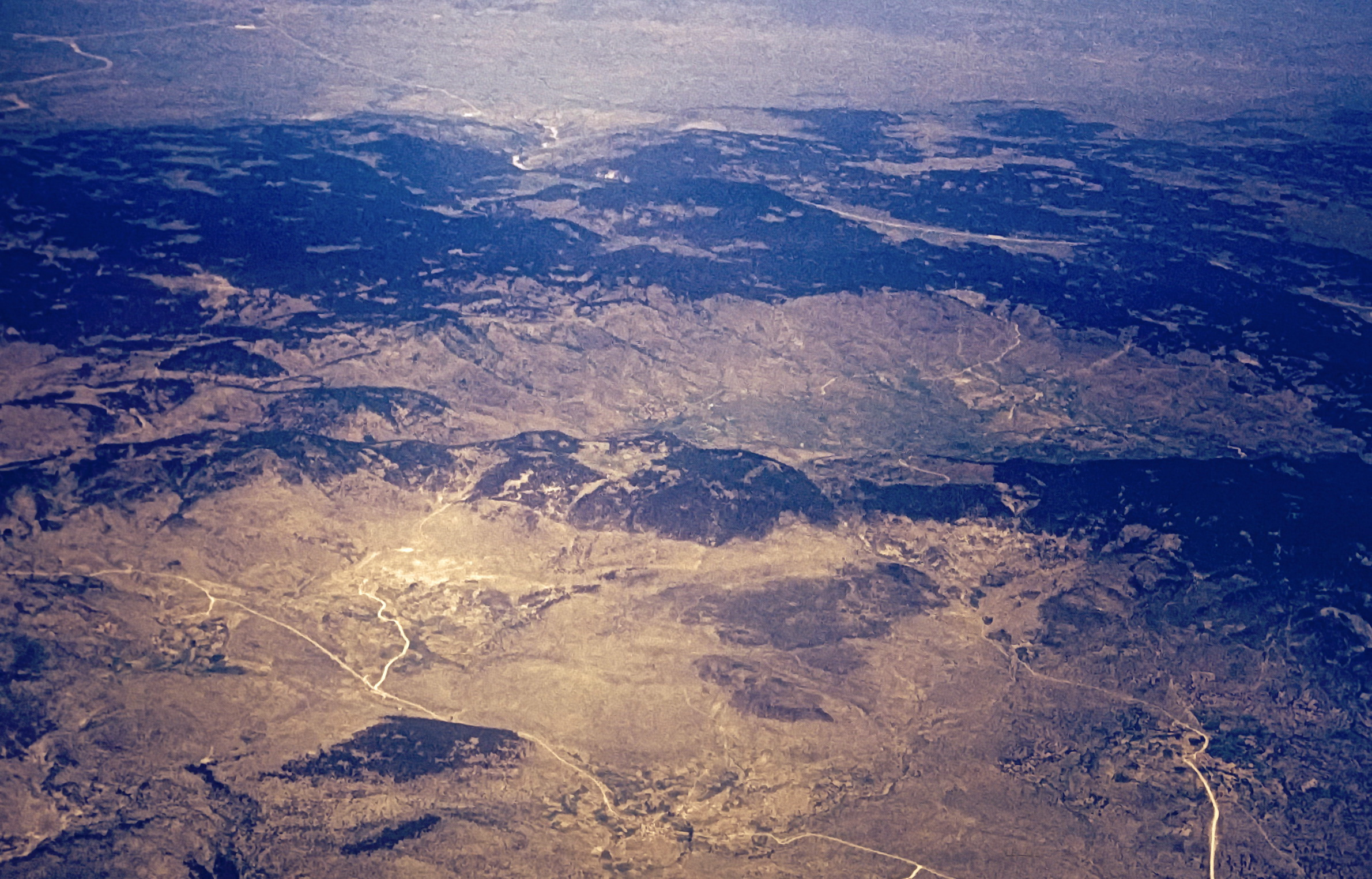
Die Flugaufnahme zeigt den Ovacık-Krater von Süden. In der rechten untere Ecke das Dorf Çamköy, am unteren Rand mittig das Dorf Atça, am oberen Bildrand die Ebene von Gerede, im Krater die Dörfer Yukarı Ovacık (rechts) und Aşağı Ovacık (links).

Erste aufschlussreiche Hinweise und Untersuchungen zum vulkanische Rahmen dieser großen Senke um die Kreisstadt Çamlıdere westlich von Kızılcahamam lieferte Oğuz Erol mit seinen Forschungen zu den Kratern von Ovacık und Benli (Benli Düzü = Benli-Ebene). Die erste der beiden als Krater beschriebenen Senken, der Ovacık-Krater, befindet sich zwischen Kızılcahamam und Gerede, ca. 10 km westlich des Çamkoru-Naturparks (Çamkoru Tabiat Parkı). In dieser Ovacık-Senke liegen die beiden Dörfer Aşağı und Yukarı Ovacık inmitten ihrer landwirtschaftlichen Felder. Der innere Durchmesser dieser runden großen Senke erreicht 2,5 km und liegt, umgeben von den Bergen Kabaca Dağı, Karst Dağı, Osin Tepesi, Erenler Tepesi, Selamlık Tepe und Kaklık Tepe, von denen einige 1800 Meter überschreiten, auf einer Höhe von 1450 bis 1500 m. Ein Bach hat von Nordosten nach Südwesten eine tiefe Kerbe in die Senke gegraben und mit seinen Zuflüssen die umgebenden steilen Hänge stark zerstört. Dabei sind die Innenhänge steiler und die Außenhänge flacher geneigt, was auf eine Explosion hinweist. Obwohl stark erodiert, hat der erkennbare Kreis der umliegenden äußeren Hügel-Randgipfel einen Durchmesser von bis zu 5,5 Kilometern. Obwohl die Ovacık-Senke mit einer dünnen Bodendecke bedeckt ist, sind dunkle Labradorit-Andesite (Gabbro-Diorite zwischen Andesit und Basalt) erkennbar, die auch in ein bis zwei Metern Tiefe das Fundament von Wasserlöchern bilden. Darüber hinaus bestehen die umliegenden Hügel aus dunklen vulkanischen Agglomeraten und Tuffen. Erol geht davon aus, dass die Ovacık-Senke und die sie umgebenden Hügel einen stark beschädigten Krater nachzeichnen, höchstwahrscheinlich einen Gasexplosionskrater vom Maar-Typ, denn es gibt keine Anzeichen für ausgeflossene Lavaströme.

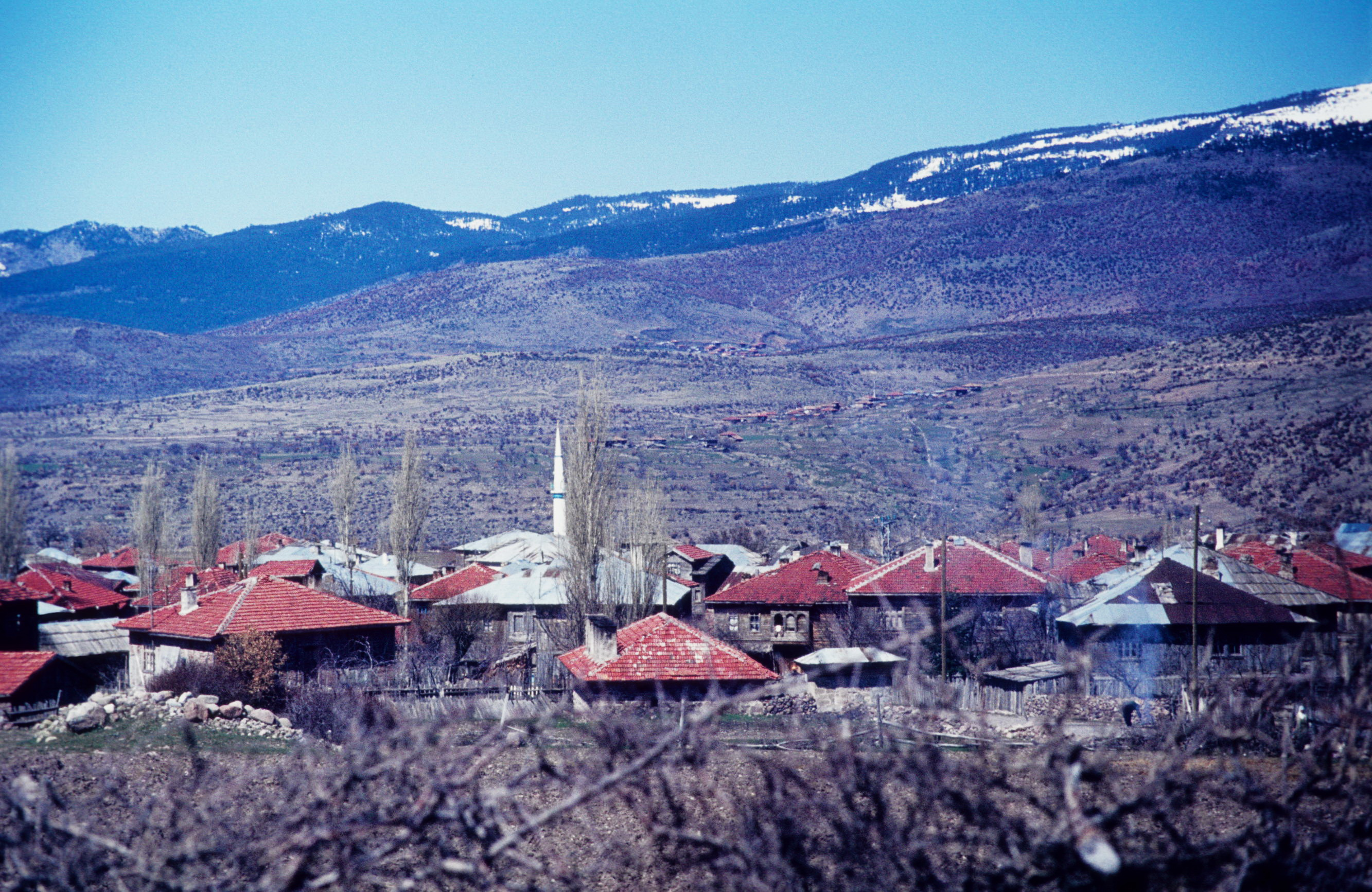
Blick von Karacaören auf der Hochfläche von Kıbrıscık ostwärts auf die westlichen (äußeren) Randberge des Benli-Düzü-Kraters.

Der zweite Krater liegt 20 km südwestlich des Ovacık-Kraters am nördlichen Rand des 2006 Meter hohen Mahya Tepesi, des zweithöchsten Gipfels des Köroğlu-Massivs. Die fast kreisförmige Senke wird Benli Düzü (Benli-Ebene) genannt. Der Durchmesser dieser runden Schüssel auf 1500 m Höhe beträgt fast 3 km und ist am Rand von vier saisonal bewohnten Sommerweiden (Yayla) begrenzt: Peçenek Yaylası, Çukurviran Yaylası, Otmezin Yaylası und Yılanlı Yayla. Der Kreisdurchmesser der umgebenden 1750–2000 m hohen Hügel beträgt 6 km. Diese Hügel bestehen im Allgemeinen aus dunklen, innen steiler und außen flacher geneigten Agglomeraten mit Vulkanbomben aus schwarz gefärbten Labradoritandesit-Fragmenten, also vom gleichen Typ wie im Ovacık-Krater. Der Kovanlık Dere hat ein enges und tiefes Tal durch die Benli-Ebene gegraben, hat aber weniger Erosionsschäden hinterlassen als die Gewässer im Ovacik-Krater. Aufgrund der Merkmale geht Erol auch hier davon aus, dass die Benli Düzü und die umliegenden Hügel ebenfalls einen großen Gasexplosionskrater vom Maar-Typ wie der Ovacık-Krater darstellen.

## Geothermische Systeme
Der Galatische Vulkankomplex umfasst zudem mehrere geothermische Systeme, darunter die von Çamlıdere (s. u.), Kızılcahamam (s. o.), Seyhamam (historisches Spa nördlich von Kızılcahamam auf dem Weg nach Çerkeş, seit römischer Zeit bekannt und benutzt), Çubuk-Melikşah (nördlich von Ankara, von Timur Lenk im Auftrag seiner Tochter nach dem Krieg in Ankara 1402 gebaut, seit 2014 geschlossen und verfallen), Beypazarı und Ayaş. Die entsprechende Wärmequelle im geothermischen Gebiet liefert weitgehend der Köroğlu-Vulkan, während Topographie und Geologie im Becken von Çamlıdere dazu neigen, einen artesischen Druck in den Strömungssystemen zu erzeugen, der dazu führt, dass das Grundwasser nach oben oder entlang von Verwerfungen wandert. Thermal- und Mineralwasserreserven kommen hauptsächlich aus Bergen mit Höhen zwischen 1494 und 1833 m. So gelten der Aluç Dağı im Osten, aber auch der Erenler Dağı und der Dede Dağı im Norden sowie die Pınar Dağları und der Mahya Tepesi westlich von Çamlıdere als Wiederauffüllungsgebiet des geothermischen Systems Çamlıdere. Der Aluç Dağı liefert zudem auch die Thermalwasser-Reserve des geothermischen Systems von Kızılcahamam östlich von Çamlıdere. Eines der jüngst in ein Erschließungsprogramm eingebundenen Thermalgebiete, das Çamlıdere-Projekt, ist ein bislang noch weitgehend unerschlossenes geothermisches Gebiet in einer durchschnittlichen Höhe von 1065 m und einer maximale Höhe von 2006 m am Mahya Tepesi. Der Mahya Tepesi wird aufgrund seiner Morphologie als Stratovulkan interpretiert. Darüber hinaus ist der größte Oberflächenwasserkörper im Çamlıdere-Gebiet der Çamlıdere-Bayındır-Stausee mit einer Speicherkapazität von einer Million m³, der u. a. die Millionenstadt Ankara mit Wasser versorgt.

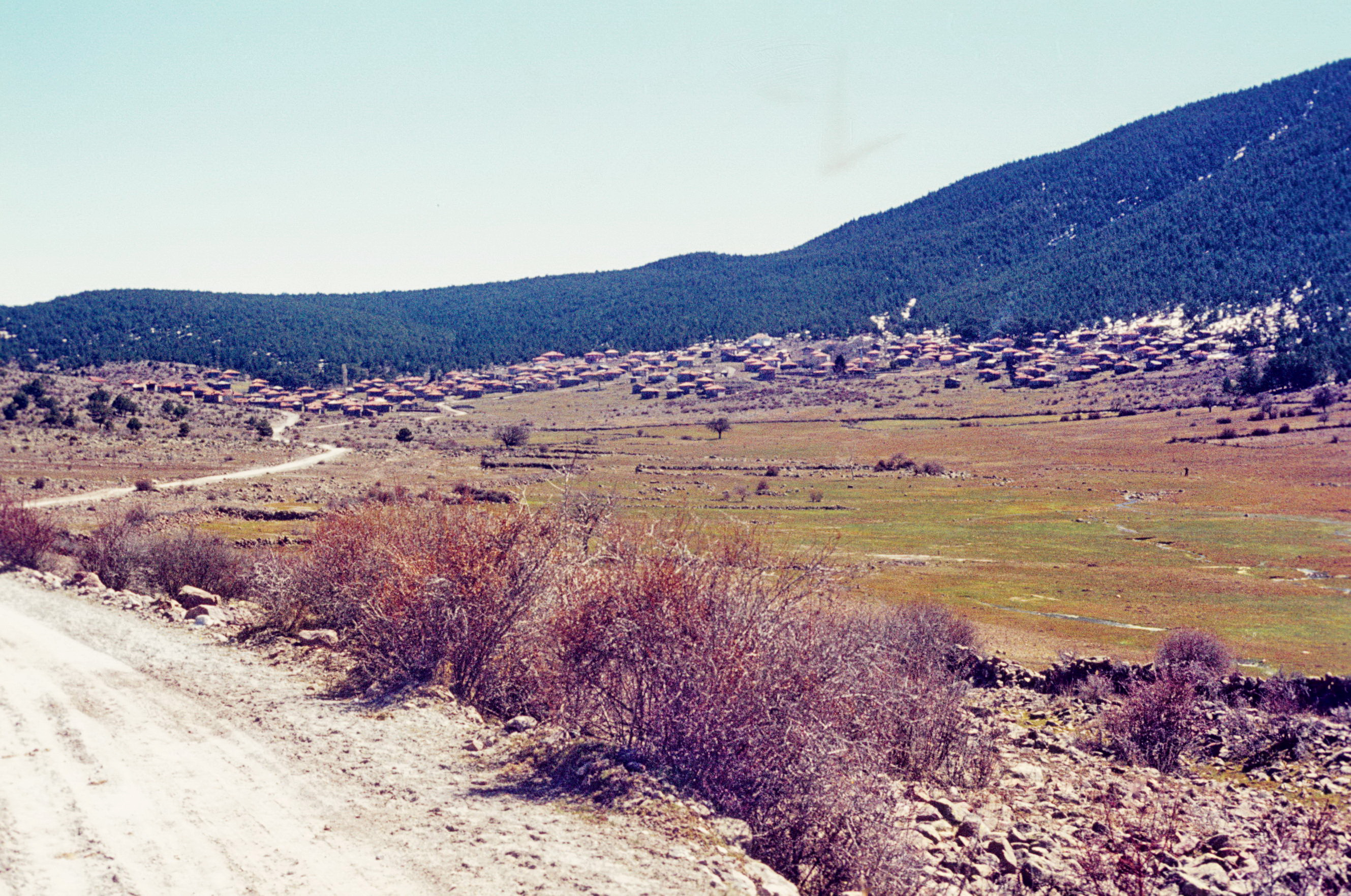
Der Sommerort Şeyhler-Yayla bei Çamlıdere zählt zu den traditionellen Sommerfrischen in den Köroğlu Dağlari, die im Zuge des geothermischen Projekts von Çamlıdere zum Touristenort ausgebaut werden sollen

Es wird angenommen, dass die Gründer der Dörfer um Çamlıdere aus Zentralasien kamen. Der Name von Çamlıdere soll früher Kuzveren (Kuzucular) gewesen und in Şeyhler (Şeyler) geändert worden sein, als Scheich Ali Semerkandi (aus Samarkand), der Enkel des 4. Nachkommen von Hadrat Ömer, der sein Grab im Bezirk hat, sich in der Region niederließ. Bis 1896 war der Ort ein Dorf im Kreis Beypazarı, wurde danach Amtsbezirkszentrum, ab 1916 bis 1953 dem Kreis Kızılcahamam zugeschlagen und am 2. Dezember 1953 eigenständiges Kreiszentrum. Obwohl es in Çamlıdere selbst keine natürliche geothermische Ressource gibt, wurde beim 5 km westlich gelegenen Dorf Ahatlar ein geothermisches Wasserreservoir erbohrt. Dieses geothermische Wasser hat eine Temperatur von 43 °C. Damit soll die Region Çamlıdere einschließlich ihrer zugehörigen Dörfer und Weiler, wie z. B. die Şeyhler-Yayla, zu einem wichtigen Touristenattraktionszentrum werden. Östlich, nordöstlich und nordwestlich von Çamlıdere sind die unteren Kreidekalksteine in weiten Gebieten freigelegt, und ihre Mächtigkeit liegt zwischen 250 und 500 m ungleichmäßig über metamorphem Gestein. An einigen Stellen weist diese Fazies reichlich Fugen und Brüche auf, die entweder mit Verwerfungszonen oder den Brüchen von Lavaströmen verbunden sind, was sie zu einem potenziell wichtigen Grundwasserleiter macht, der das Çamlıdere-Gebiet mit Thermalwasser versorgt.
So tritt um die Stadt Çamlıdere durch die Verwerfungen und Bruchzonen des Vulkankomplexes der Köroğlu Dağları Thermalwasser aus, das von derartigen Thermal- und Mineralquellen mit Temperaturen zwischen 11 und 28 °C bei Muzrupağacın, Ahatlar, Atça, Tatlak und Sarıkavak abgeleitet wird. Bei Bohrungen von vier artesischen Brunnen stieß man in Ahatlar und Muzurupağacın auf Thermalwasser mit Durchflussraten von 8 bzw. 46 l/s und Temperaturen von 27 bzw. 42 °C. Bislang wird Thermalwasser aus Brunnen der Region ungeregelt genutzt und fließt unkontrolliert. Deshalb wurden mit Beginn des 21. Jahrhunderts hydrochemische und isotopische Untersuchungen durchgeführt, um Informationen über die Entstehung der Thermal-Mineralquellen von Çamlıdere und ihre Position im Grundwasserkreislauf zu erhalten. Das Projektgebiet umfasst mehrere große Störungszonen, die aus geschichteten pyroklastischen Gesteinen bestehen, in die Lavaströme eingelagert sind. Der Untergrund unter den Vulkaniten besteht aus paläozoischen Schiefer und permo-mesozoischen (Trias) Kalksteinen. Die mesozoischen Einheiten sind hauptsächlich aus Kalkstein der Unterkreide und Flyschfazies der Oberkreide aufgebaut, die das paläozoische Grundgebirge bedecken und von Köroğlu-Vulkaniten überlagert werden. Verwerfungen, die geologische Einheiten schneiden, wirken als Kanäle, durch die Thermalwasser an die Oberfläche dringt. Derartige Adern sind meist mit verkieseltem, gelb bis grün gefärbtem Material gefüllt, während sich Lavaströme durch ihr stark gegliedertes Muster und bläschenartige Textur auszeichnen. Die Durchlässigkeit einzelner Sedimente ist allerdings sehr unterschiedlich.
So wurden in Formationen bei Çamlıdere, Pazar und Sinap Deckfazies aus karbonatisiertem (Kalk als Bindemittel) Konglomerat, Sandstein, Mergel, Tuffen, Schluffstein, Kohlebetten, Schlick und Agglomeraten identifiziert mit z. T. Mächtigkeiten von 600 m, die eine geringe Porosität aufweisen und eine undurchlässige Kappe für das darunter liegende geothermische Reservoir darstellen, aber auch Wärme und Wasserdruck des geothermischen Systems aufrechterhalten. Solche undurchlässigen Einheiten innerhalb der Quellgebiete neigen dazu, den Grundwasserfluss zu den darüber liegenden Fazies zu beschränken, während die eingelagerten andesitisch-basaltischen Laven als semipermeabel bewertet werden. Bei Bohrungen in den Regionen Ahatlar und Muzrupağacın wurde allerdings festgestellt, dass dort dieses Deckgestein vom Substrat her zwar auch eine geringe Durchlässigkeit besitzt, aber von einer Reihe von Verwerfungen, Schadenszonen und Brüchen durchzogen ist, die ein Durchsickern an die Oberfläche bewirken.